# Parco nazionale della Sila

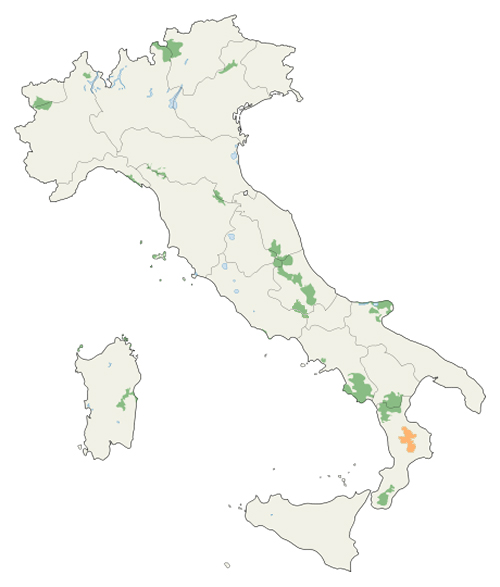
Localizzazione del parco nazionale della Sila (in arancione).

Il parco nazionale della Sila è una zona protetta situata nel cuore della Sila, esteso per 73.695 ha, dalla forma allungata nord-sud. La sede del parco si trova a Lorica, mentre il perimetro coinvolge territorialmente tre delle cinque province calabresi, la provincia di Catanzaro, la provincia di Cosenza e la provincia di Crotone.
Nacque nel 1997 con legge n. 344, ma l'istituzione definitiva avvenne per decreto del presidente della Repubblica del 14 novembre del 2002, dopo un iter politico iniziato addirittura nel 1923, quando in Italia si cominciò a parlare seriamente di aree naturali protette, con la creazione dei primi parchi nazionali. Al suo interno custodisce uno dei più significativi sistemi di biodiversità: simbolo del parco è il lupo, specie perseguitata per secoli e fortunatamente sopravvissuta fino al 1971, anno in cui venne eliminato dall'elenco delle specie nocive.
Il consiglio internazionale di coordinamento del programma MAB (Man and the Biosphere Programme), nel corso della sua 26ª sessione a Jönköping in Svezia, ha approvato l'iscrizione della Sila come 10ª riserva della biosfera italiana nella rete mondiale dei siti di eccellenza dell'UNESCO.
All'interno del parco vi si trovano tre dei sei bacini artificiali presenti sull'altopiano silano e la sua superficie boschiva è molto ampia, tant'è che fra i parchi nazionali italiani è quello con la maggior percentuale di superficie boscata, circa l'80% del totale, costituita principalmente da faggete e pinete del tipico pino silano (Pinus nigra laricio). Ampie sono le vallate che si aprono lungo le dorsali del parco ove è praticata la pastorizia, con forme di transumanza e alpeggio che resistono tutt'oggi, e l'agricoltura legata soprattutto alla coltivazione della patata della Sila (I.G.P.).

## Storia

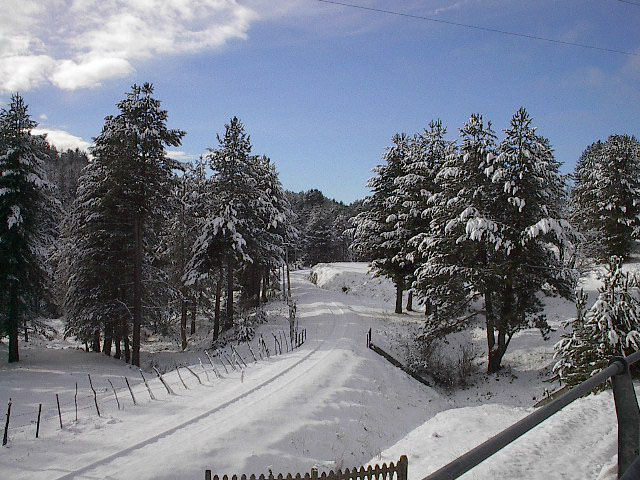
Parco nazionale della Sila in inverno

Il parco nazionale della Sila è stato istituito nel 2002 quando lo stesso si dotò di una struttura gestionale ed amministrativa propria il 14 novembre 2002 (pubblicato sulla Gazzetta Ufficiale n. 63 del 17 marzo 2003), dopo un iter legislativo che ne segnò il percorso, ridisegnando più volte i confini territoriali a causa di forti contrasti tra i comuni ricadenti nel Parco stesso.
Con la nascita del parco nazionale dell'Aspromonte, che inglobò nel suo perimetro una delle tre aree protette del vecchio parco nazionale della Calabria, nacque la necessità di una forma integrata di gestione di un'area protetta in Sila che coinvolgesse anche le due aree protette rimaste con sede vacante, aree che erano più che altro una sorta di "riserva naturale" anziché delle aree integranti di un parco nazionale, considerate insufficienti al cospetto dell'enorme patrimonio bio-genetico custodito dalla Sila che bisognava tutelare.

### Origini
La storia del parco nazionale della Sila ha una storia legislativa lunga quasi un secolo, già nel 1923 si discuteva della:
(Antonino Anile, deputato calabrese, disegno di legge per l'Istituzione di un parco nazionale in Sila, 1923)
Il disegno di legge, a differenza degli altri due D.L. che avevano portato all'istituzione del parco nazionale del Gran Paradiso e di quello dell'Abruzzo, non riuscì a completare il suo iter, finendo per decadere. Le necessità dell'istituzione di un parco nazionale erano poggiate sulla difficile situazione che le foreste silane vivevano sin dalla fine del Settecento, devastate a più riprese da episodi di usurpazione delle aree demaniali ad opera di privati, pronti a disboscare le terre per metterle a coltura. Ciò generò un pesante conflitto sociale che spesso sfociava in incendi del bosco, ritenuto esso stesso "ladro di terra" da parte dei contadini e pastori. Il governo centrale intervenne inviando in varie occasioni funzionari statali per verificare i danni al bosco e per mitigare le tensioni sociali. Forme di avversione da parte di agricoltori e contadini, ed in particolare da parte di gruppi di ordini religiosi differenti, avvennero già nel 1200 quando monaci dell'ordine basiliano si sentirono depredati dai monaci florensi ai quali furono donati ampi territori silani.
Vasti disboscamenti avvennero poi ad inizio secolo scorso, consentiti dalla prima legge forestale italiana (L. 3917/1877), che fecero risaltare anche nelle alte sfere politiche il problema della salvaguardia delle foreste silane: questo momento è ritenuto l'inizio simbolico della pratica istituzionale del parco della Sila.

### Le prime iniziative

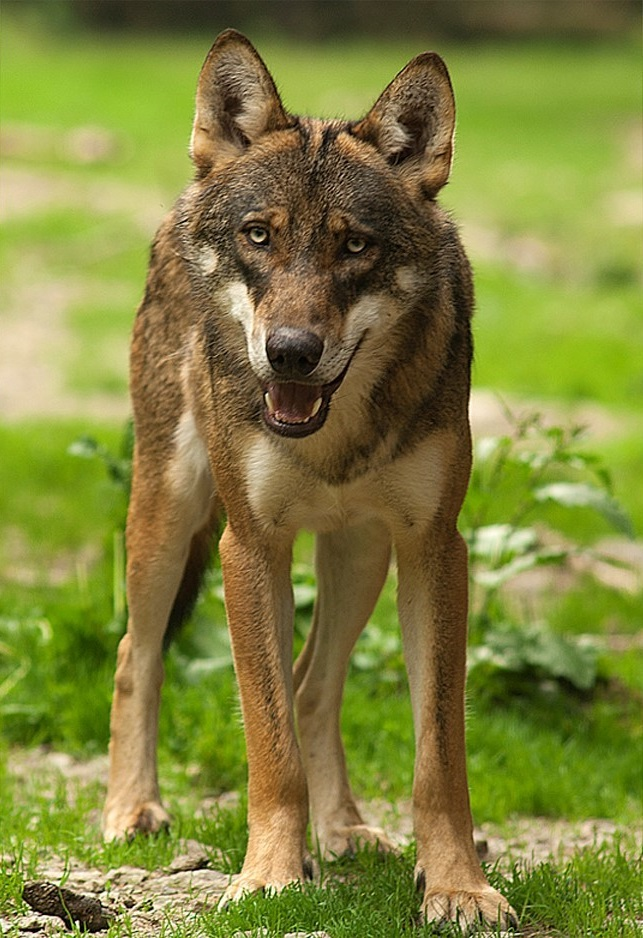
Canis lupus ssp. italicus

Il primo atto legislativo fu il disegno di legge di Antonino Anile a favore dell'istituzione del parco. Alla sua decadenza però, non fecero seguito altre iniziative similari, ma solo esposti o annunci giornalistici e dichiarazioni politiche mai però veramente finalizzate allo scopo dell'istituzione di un'area protetta. Si arrivò così ad un affievolimento delle stesse iniziative a favore del parco quando le aree più interne della Sila che fino ad inizio secolo scorso erano fondamentalmente selvagge e pressoché prive di forme di antropizzazione permanente (ad esclusione del paese di San Giovanni in Fiore), cominciarono a subire un rapido aumento della popolazione e il sorgere di numerosi villaggi rurali.
La costruzione della ferrovia trans-silana in progetto già da alcuni decenni e che avrebbe dovuto collegare Cosenza con Crotone, insieme all'intensificarsi dello sfruttamento delle aree boschive, portarono nel periodo del dopo guerra ad una situazione drammatica per le foreste della Sila; situazione che ebbe il suo apice con il pegno di guerra da parte delle forze anglo-americane che disboscarono ampie aree dell'acrocoro calabrese. La situazione divenne allarmante in quanto frequenti erano gli smottamenti e forme di erosioni gravi dei costoni silani, tant'è che una prima forma di protezione da parte della neonata Repubblica italiana, fu l'istituzione dell'Opera di Valorizzazione della Sila, che ebbe fra gli scopi primari, quello di ripristinare le foreste danneggiate con ampi interventi di rimboschimento.

### Istituzione legislativa

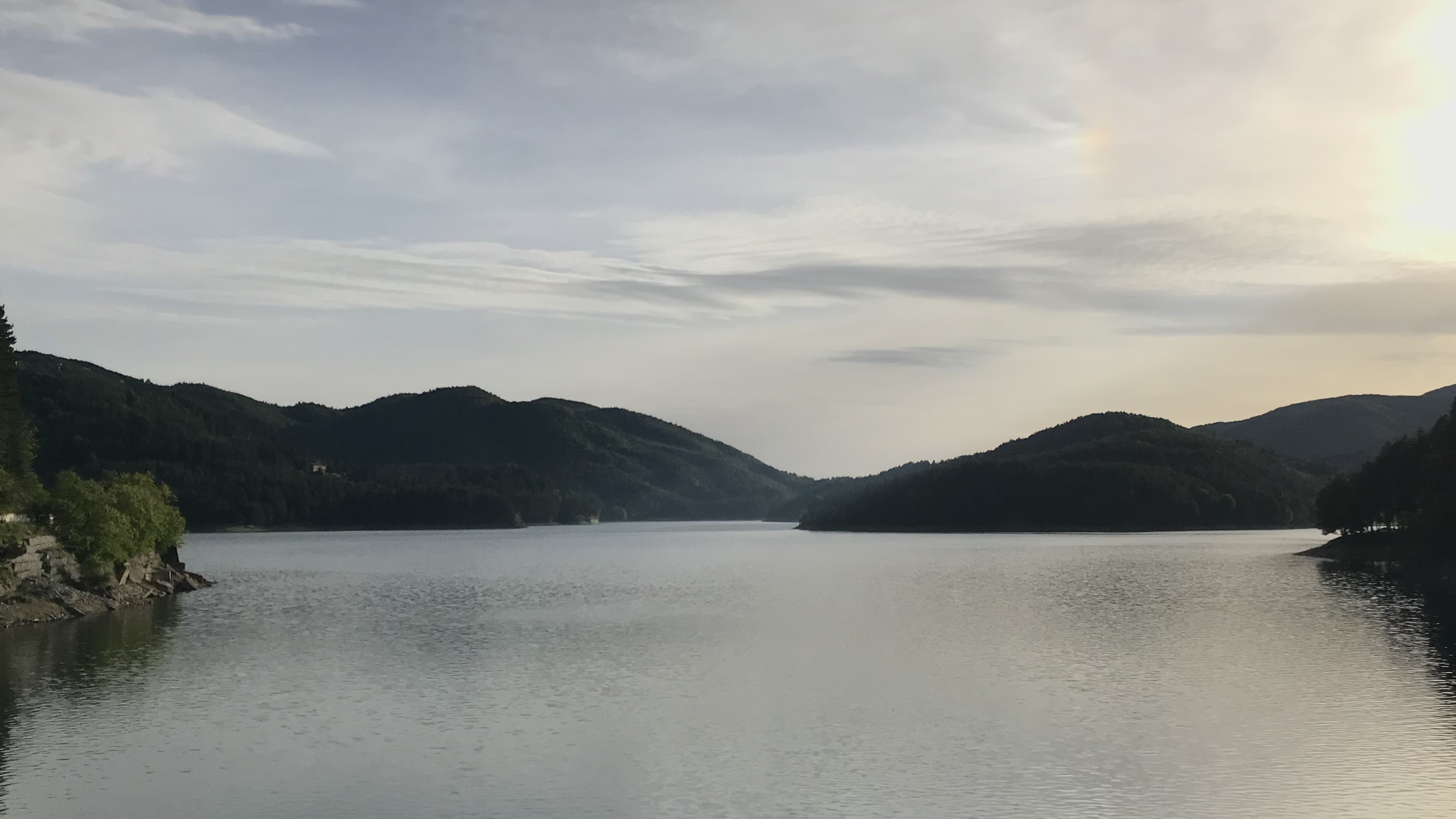
Il lago artificiale Ampollino

L'attenzione sulla protezione dei boschi della Sila subì una forma di generalizzazione nel 1968 che portò all'istituzione delle tre aree protette facenti parte del parco nazionale della Calabria, uno dei cinque parchi storici d'Italia istituito nel 1968 (legge n. 503 del 2/4/68). In realtà prima di stabilire il parco della Calabria, nel 1960 venne avanzata una nuova proposta di legge per l'istituzione del parco nazionale della Sila con perimetro e caratteristiche ben definite; lo stesso accadde nel 1963.
La proposta avanzata da politici locali di sinistra si scontrò con l'altra parte della politica calabrese contraria all'istituzione del parco, fomentata dalle associazioni venatorie che avanzavano preoccupazioni riguardo al futuro della caccia in Calabria. Le divergenze fra le due posizioni politiche portò al compromesso del 1968 con la creazione del parco nazionale della Calabria che in realtà nulla aveva di un parco nazionale, dalla mancanza dell'Ente Parco (la gestione delle tre aree protette venne affidata all'allora "Azienda di Stato per le Foreste Demaniali"), alla continuità territoriale, con la creazione di tre riserve distanti fra loro decine di chilometri.

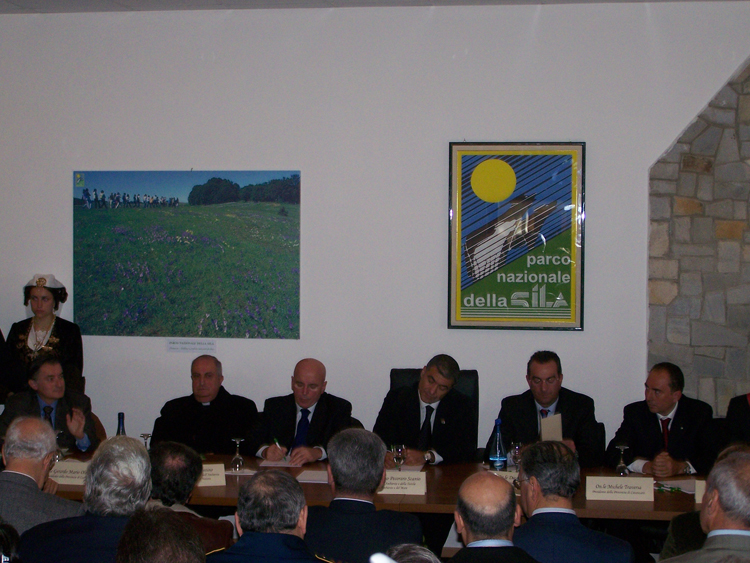
Inaugurazione della sede dell'Ente Parco Nazionale della Sila nel 2006, con Alfonso Pecoraro Scanio (allora ministro dell'ambiente), Mario Oliverio (allora presidente della provincia di Cosenza), Diego Tommasi (allora assessore regionale all'ambiente), Antonio Fratto (allora presidente facente funzioni del parco) e l'arcivescovo di Cosenza-Bisignano Salvatore Nunnari

Dall'iter storico, ed in particolare da quest'ultimo atto, emerse un acuto disinteresse della politica locale riguardo ai temi ambientali, poco propenso nell'accomodare antiche richieste e pretese di attenzione verso le aree protette, raggirando in maniera semplicistica e fin troppo superficiale l'ostacolo. Le tre aree istituzionalizzate come protette inoltre, erano sì delle aree di alto pregio naturalistico, ma cingevano a sé solo aree demaniali della regione Calabria, escludendo aree private di grande pregio. A conclusione dell'iter che portò all'istituzione del parco della Calabria, pesa certamente anche il difficile periodo socio-economico in cui versava la regione, con la politica locale concentrata più che altro verso altri obiettivi, trascurando le peculiarità ambientali delle montagne calabresi.
La sferzata necessaria a far nascere il parco della Sila verrà data dopo alcuni determinati avvenimenti, fra i quali
- l'emanazione della legge quadro sulle aree protette del 1991 n. 394;
- la creazione del parco nazionale dell'Aspromonte nel 1989, e del parco del Pollino nel 1993, confermate dalla legge n. 394;
- la soppressione di una delle tre aree del parco nazionale della Calabria assorbita dal neo parco nazionale dell'Aspromonte;
- l'intenzione di gestire le restanti 2 aree, come una sorta di laboratorio naturalistico sperimentale

Gli ultimi due avvenimenti segnarono in maniera incisiva l'iter dell'istituzione del Parco, in quanto il parco della Calabria, o ciò che restava di esso, fu eliminato dagli elenchi dei parchi nazionali d'Italia. Negli anni novanta, nonostante il periodo favorevole a nuove istituzioni di parchi nazionali, sulla possibilità di istituire il parco nazionale della Sila poche e flebili erano le speranze, alimentate solo dalla volontà di alcune associazioni ambientaliste ed in particolare di Legambiente. Attraverso le sollecitazioni delle associazioni nel 1992 si propose una nuova bozza di d.d.l. con perimetrazione precisa del parco che abbracciava 3 province e le 3 aree geografiche silane, dalla Greca a nord, fino alla Piccola a sud. La proposta di Legambiente e di alcuni comitati promotori, trovò la benevolenza da parte di politici locali di entrambi gli schieramenti, che presentarono in Parlamento una bozza creata sulle linee guida proposte dalle associazioni. Nonostante l'iter si rivelò assai difficoltoso, l'8 ottobre 1997 con l'art. 4 della legge n. 344, venne formalmente istituito il parco nazionale della Sila, a ben 75 anni dalla prima formulazione proposta da Antonino Anile che poi con la confermazione nel 2002..

## Territorio

### Geologia

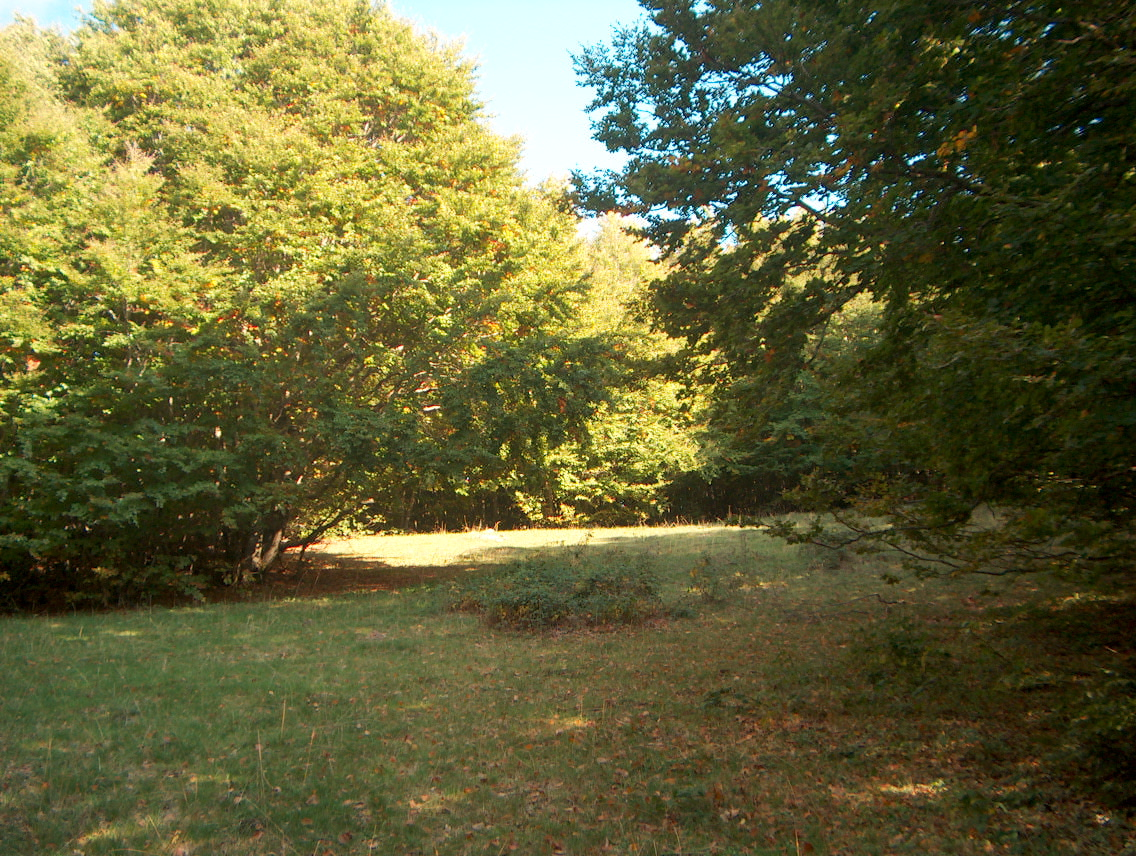
Radura silana

La storia geologica del territorio del parco ricalca la storia della Sila, un acrocoro, un massiccio montuoso formato essenzialmente da due gruppi di litologie: rocce magmatiche e rocce metamorfiche, che occupano l'area centrale granitica, attorno alla quale si estendono margini collinari calcarei formati da rocce sedimentarie terziarie e quaternarie. Il complesso di rocce metamorfiche è sottoposto a rocce magmatiche di tipo granitico formando il maggior tipo litologico di affioramento. Questo complesso di rocce farebbe risalire la Sila ad un'orogenesi e ad una struttura geologica simile alle Alpi, tant'è che Giovanni Marinelli nel 1898 coniò la denominazione di "Alpi Calabresi". Il suolo dell'altipiano è formato dalla degradazione delle rocce fatte di granito, diorite, scisti, micascisti, gneiss e porfidi, e si differenzia da quello dell'Appennino calcareo, con notevole caratteristica diversità vegetativa.

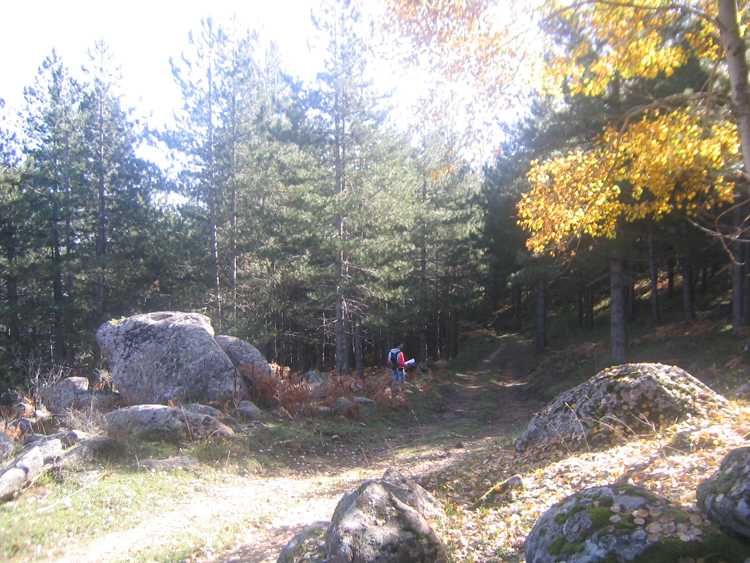
Rocce di affioramento presso il Monte Volpintesta

Le rocce presenti in Sila e nell'area del parco in particolare, offrono la sensazione di essere state sovrapposte ed inserite nel territorio durante il periodo del Miocene medio, in una posizione che si può chiaramente definire subaerea o semi-sommersa. Ciò spiegherebbe come l'acrocoro silano sia stato coinvolto nei processi di modellazione della superficie che sono avvenuti sin dalla formazione dell'altipiano, sin dal Miocene stesso. Tale processo di modellazione è dovuto ad una forma di erosione, e come spiegherebbe il geologo Pierre Gueremy, sul territorio silano si sarebbero concentrate due forme erosive, una di tipo meccanico, con erosione, trasporto e messa sul posto delle rocce e di tutti i materiali geologici, ed un'altra forma di tipo chimico legata alle caratteristiche ed agli effetti climatici del Miocene terminale e del Pliocene.

### Glaciazioni
La Sila porta ancora oggi ampie tracce dei passaggi climatici che l'hanno coinvolta. I climi finora accertati sono: tropicale, temperato, glaciale, periglaciale, temperato freddo e temperato caldo. Pare che il territorio non abbia avuto ghiacciai, poiché il periodo climatico con temperatura più bassa riscontrata è quella periglaciale, molto prossima ai ghiacciai.

### Aree geografiche

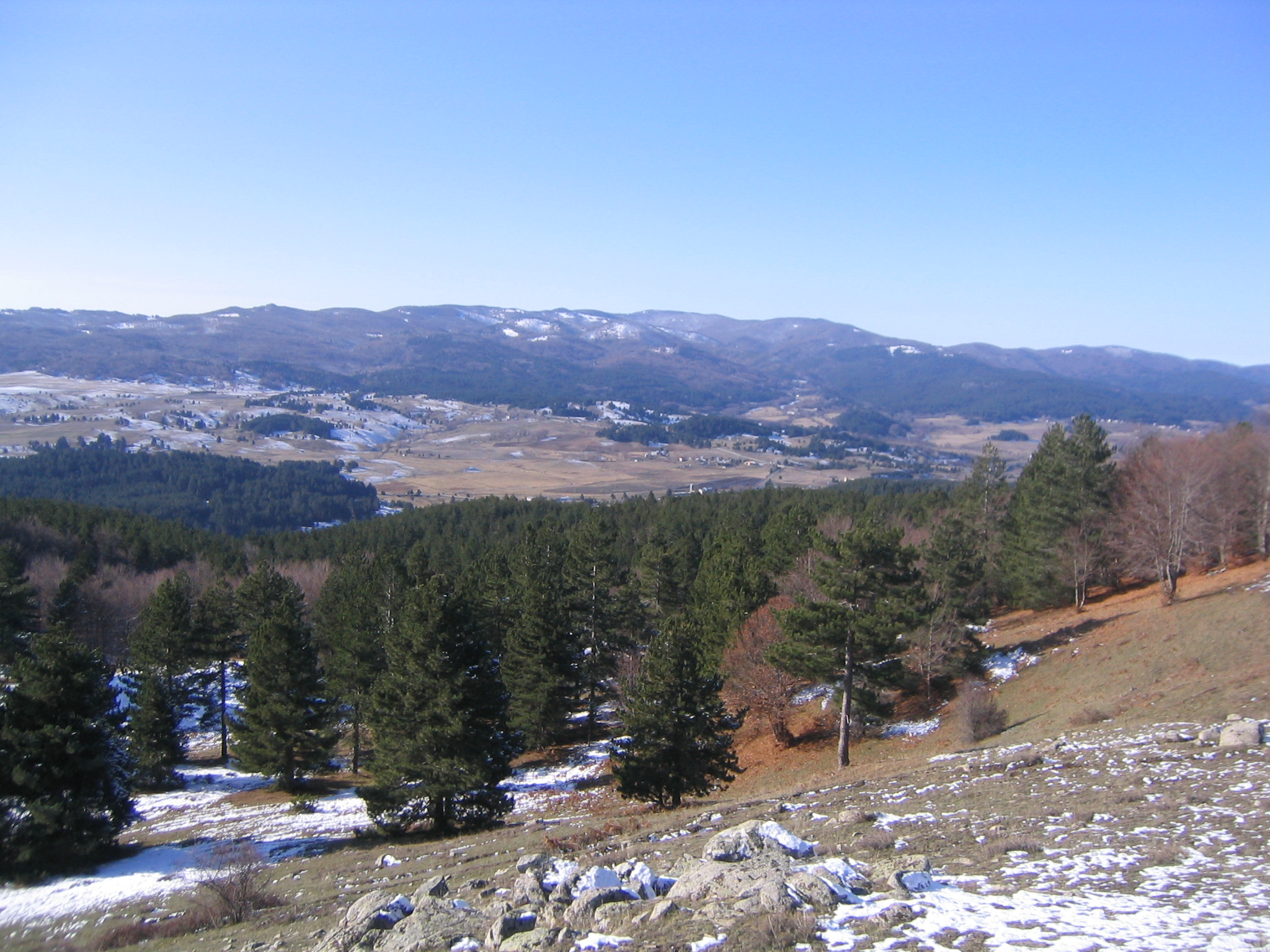
Vallata di San Nicola in Sila Grande

Il perimetro del parco abbraccia perimetralmente tutte e tre le regioni silane (Sila Greca, Sila Grande, Sila Piccola). Le aree più coinvolte sono la Sila Grande e quella Piccola, mentre solo i territori con maggiore interesse naturalistico della Sila Greca sono stati inclusi nel parco.
- Per quanto riguarda la fascia della Sila Greca che è l'area più a nord, questa è la meno coinvolta. Il parco abbraccia il comprensorio del Monte Paleparto (1.481 m), del Monte Altare (1.653 m) e del Monte Sordillo (1.551 m); quest'area geografica termina con il lago artificiale Cecita e il pianoro di Campo San Lorenzo che però non rientrano nei confini del parco della Sila[19].

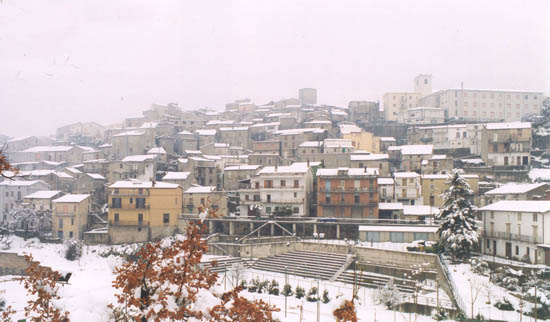
Il centro storico di Zagarise

- La fascia centrale è quella della Sila Grande, l'area più estesa e che comprende le maggiori cime di tutto il parco, oltreché tutti i principali bacini idrici, le varie SIC e ZPS; le principali vette che fanno parte di questa fascia sono il Monte Botte Donato (1.929 m) il più alto monte della Sila, il Montenero (1.881 m), le Montagne della Porcina (1.826 m), il Monte Curcio (1.768 m), il Monte Volpintesta (1.729 m), il Monte Carlomagno (1.669 m) e il Monte Scuro (1.621 m); i bacini idrici artificiali appartenenti al parco che rientrano in questa fascia sono il lago Arvo e il lago Ariamacina; Il centro storico di Zagarisecompare erroneamente su alcune cartine geografiche anche l'ormai ex lago Votturino, svuotato tra la fine degli anni ottanta e gli inizi degli anni novanta; di questa fascia fanno parte anche le grandi vallate di Macchiasacra e Macchialonga, oltre a numerose altre vallate minori; questa parte geografica termina con il lago Ampollino che delimita l'ultima area silana[20];
- La fascia della Sila Piccola inizia dal lago Ampollino fino a giungere presso i villaggi turistici del catanzarese; fanno parte del parco la fascia del Monte Scorciavuoi (1.745 m), con le cime del Timpone della Guardiola (1.667 m) e del Timpone della Monaca (1.598 m), separato tramite la Valle del Tacina con la fascia del Monte Gariglione (1.765 m), con le cime del Petto di Mandra (1.681 m), del Cozzo del telegrafo (1.679 m) e del Timpone Morello (1.665 m), questa fascia separata tramite il Vallone del Soleo dall'ultima fascia della Sila Piccola e del parco, quella del Monte Femminamorta (1.730 m), con le cime del Timpone Vecchio (1.648 m) e della Timpa del Cucco (1.507 m); nella fascia della Sila Piccola numerose sono le vallate fra le quali la principale è certamente la Valle del Savuto, solcata dall'unico grande fiume silano che sfocia nel mar Tirreno[21].

### Le acque
La Sila è la parte territoriale più piovosa della Calabria; nascono e scorrono sulla Sila anche i principali corsi d'acqua regionali. Gli attuali laghi silani sono tutti artificiali, realizzati nella prima metà del XX secolo. I bacini sono stati realizzati in aree particolarmente paludose, presso ampie vallate, particolarmente favorevoli nell'ospitare bacini idrici, considerando la posizione geografica e la geologia del terreno.
I fiumi
I principali corsi d'acqua che attraversano l'area del parco sono il fiume Crati e il fiume Neto, i due più lunghi ed importanti fiumi della Calabria. Ad essi si associano una serie di affluenti, alcuni molto rilevanti per simbiosi biogenetica, 
| Fiume   | Sorgente                 | Lunghezza | Comune principale attraversato                    | Altri comuni attraversati           |
| ------- | ------------------------ | --------- | ------------------------------------------------- | ----------------------------------- |
| Crati   | Timpone Bruno            | 91        | Cosenza                                           |                                     |
| Neto    | Timpone Sorbella         | 80        | San Giovanni in Fiore                             | Rocca di Neto                       |
| Tacina  | Caput Tacinae Gariglione | 58        | Roccabernarda                                     | Mesoraca. Petilia Policastro, Cutro |
| Mucone  | Fallistro                | 57        | Camigliatello Silano fraz. di Spezzano della Sila |                                     |
| Savuto  | loc. Spineto             | 48        | Aprigliano                                        | Nocera Terinese                     |
| Lese    | Monte Pettinascura       | 43        | Savelli                                           |                                     |
| Trionto | Monte Paleparto          | 41        | Acri                                              | Longobucco                          |

I laghi

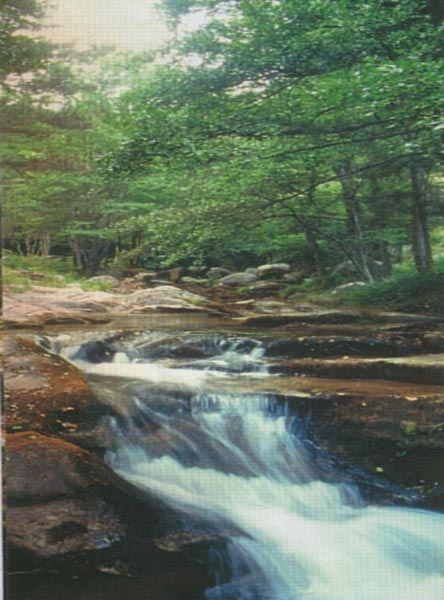
Fiume Crati

I laghi artificiali silani che ricadono nel territorio del parco sono tre: il lago Ampollino, il lago Arvo e il lago Ariamacina. Vi è inoltre un bacino, ad oggi completamente vuoto, che è il lago Votturino, anch'esso presente nel territorio del parco.
Da segnalare è la presenza accertata di alcuni laghi del passato, estinti migliaia di anni fa a causa di forme di erosione delle loro soglie.

Questi laghi sono il Mucone, che interessava pressoché l'areale dell'attuale lago Cecita, e il lago Trionto, sito in località Difesella di Trionto. 

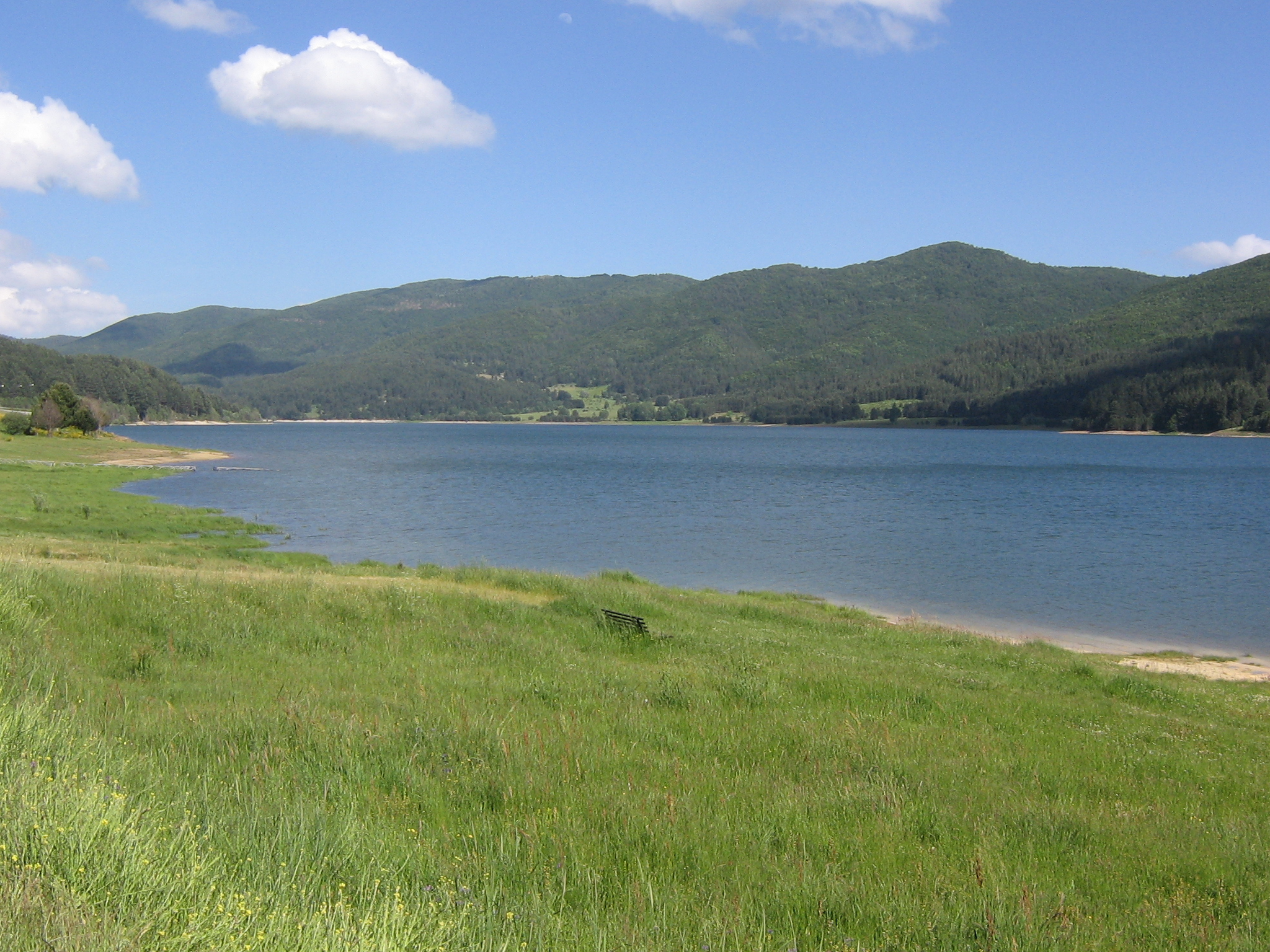
Rive del lago artificiale Arvo

In entrambi i casi sono state trovate tracce di depositi pleistocenici contenenti materiale organico, elementi che farebbero presupporre l'esistenza dei laghi.
| Lago       | Principale affluente | Superficie | Comune ricadente      | Altro comune ricadente |
| ---------- | -------------------- | ---------- | --------------------- | ---------------------- |
| Arvo       | fiume Arvo           | 8 km²      | San Giovanni in Fiore | Aprigliano             |
| Ampollino  | fiume Ampollino      | 5,59 km²   | San Giovanni in Fiore | Cotronei               |
| Ariamacina | fiume Neto           | 1 km²      | Serra Pedace          | Spezzano Piccolo       |
| Votturino  |                      | 1 km²      | Serra Pedace          |                        |

## Flora

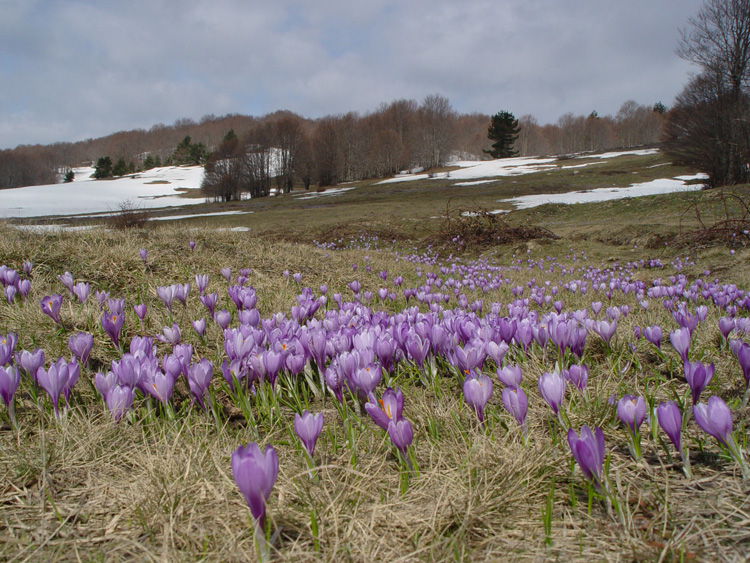
Prato di crochi in Sila Grande

Il patrimonio floreale del parco nazionale della Sila è strettamente collegato all'orografia e alla morfologia del territorio silano. Le caratteristiche geologiche e del suolo avvicinano la Sila e i suoi territori a quelli degli ambienti alpini oltre che dal resto degli ambienti appenninici. La dimostrazione di ciò è insita nello spettro floreale ricco e vario che accomuna l'ambiente silano con quello appenninico e alpino. 
Il paesaggio silano, pur apparendo compatto ed omogeneo, in realtà possiede un notevole e diversificato patrimonio vegetale e floreale. La costituzione di questo ricco patrimonio la si deve sia alle varie altitudini e alla sua storia geologica, sia all'azione dell'uomo che utilizzando il legname e le valli per il pascolo ha inciso in maniera profonda alle caratteristiche originari dell'altopiano.
L'areale floristico del parco è dunque strettamente collegato alle tipicità territoriali silane, oltre che da fattori ecologici come il clima e il substrato e da fattori storico-geografici. Il parco della Sila rappresenta un limite meridionale di distribuzione per un nutrito gruppo di specie vegetali con distribuzione discontinua spesso anche di notevole distanza. Ciò deriverebbe dalla combinazione dei fattori precedentemente citati e soprattutto dai mutamenti climatici che la regione silana ha subito provocando la scomparsa di alcune specie e lo spostamento di altre nei restanti areali territoriali.
La Sila è un massiccio a base quadrangolare di forma pressoché piramidale con le cime principali (i vertici) situate in posizione nord-ovest. Tale forma fa sì che la vegetazione assuma la forma a corollario dell'intero massiccio cui seguono per ogni fascia altimetrica una diversa vegetazione. La vegetazione del Parco può essere studiata dunque, in base alle sue fasce d'altitudine ed in relazione fra l'altimetria e il clima. Ogni fascia presenta proprie caratteristiche vegetative e si caratterizza per l'omogeneità della stessa. Il Parco racchiude nel suo perimetro la parte più elevata del massiccio silano e i principali pianori, mentre non comprende nessuna delle aree pre-silane che gravitano intorno l'acrocoro. Questo limita il patrimonio vegetativo silano ai soli habitat vallivi, fluviali, montani e sub-montani.

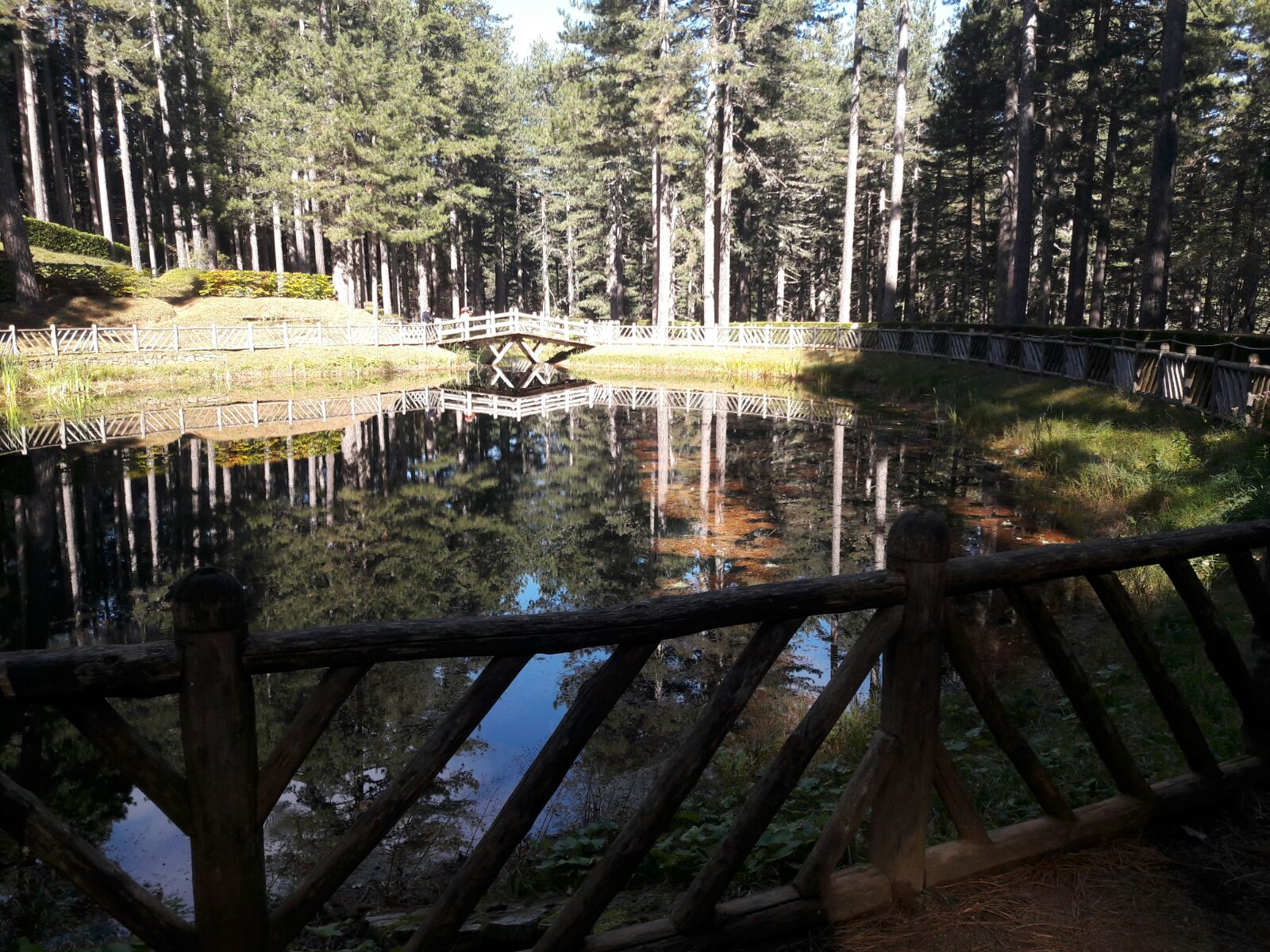

### Habitat
Il parco nazionale della Sila conserva dunque, al proprio interno una diversificazione ambientale molto varia, che possiamo riassumere attraverso gli habitat floreali distinti in otto diverse tipologie:
- Faggete degli Appennini con la presenza di abeti bianchi (Abies alba). Questa tipologia di habitat si riscontra sui suoli profondi e subacidi o presso substrati silicei con la presenza di graniti e rocce metamorfiche. L'altitudine di questo habitat è compresa fra i 1.100 e i 1.900 m di quota[26]
- Torbiere di transizione e instabili, habitat rinvenibile fra i 1.400 e i 1.700 m presso terreni montani a carattere iperumido e caratterizzati da un'alta acidità del terreno[27].
- Pinete sub-mediterranee di pini neri endemici di pino laricio silano (Pinus nigra laricio) su terreni ricchi di substrati granitici che danno origine a suoli acidi e sabbiosi, terreni particolari ove il pino silano predomina rispetto al faggio poiché essendo una pianta piuttosto rustica (xerofila e frugale), si adatta meglio a questi ambienti[28].
- Foreste alluvionali formate da ontano nero (Alnus glutinosa) e frassino maggiore (Fraxinus excelsior) che si estendono lungo tutti i corsi d'acqua della fascia montana e collinare del parco. Tali habitat e relative piante necessitano di suoli abbondantemente irrorati[29].
- Langhe oro-mediterranee endemiche e ginestre spinose, habitat dove nascono e crescono formazioni arbustive spinose tipiche delle alte montagne del Mediterraneo. Fa parte di questo habitat l'astragalo calabrese (Astragalus calabrus) la cui presenza si trova presso substrati granitici molto poveri, derivanti da una degradazione del granito stesso tra i 1.000 e i 1.700 m[30].
- Bordure parziali, montane e alpine di megaforbis idrofile, frequenti lungo i corsi d'acqua in ambiente sia forestale che in ambiti aperti[31].
- Formazioni erbose ricche di specie, aride o mesofiche caratterizzate da un'ampia ricchezza di specie presenti su terreni acidi e poveri di nutrienti. Fa parte di questo habitat il nardeto italiano anche se la sua presenza non sempre è attiva, ma lo si trova presso zone stagnanti o molto acide[32].
- Acque stagnanti, da oligotrofe a mesotrofe, con fitocenosi acquatiche eliofile caratterizzate da fasci di erba in acqua stagnante. In base al livello d'acqua dominano le specie della comunità Littorelletea uniflorae e Isoëto-Nanojuncetea[33].

### Piano montano e submontano
La varietà della vegetazione è attribuibile a due fattori principali, l'influenza del clima mediterraneo e la distanza dal mare che rende alcune aree della Sila, in particolar modo la Sila Grande, tipiche aree interne dal clima continentale. La foresta, sia di aghifoglie che di caducifoglie, è la caratteristica distintiva del Parco, che spazia dai rilievi più bassi fino alle cime più elevate della Sila (piano montano e submontano).
La foresta silana è formata nelle quote inferiori che vanno dai 600 ai 1.000 m da boschi di caducifoglie e da in particolar modo da querceti decidui mesofili. Presente, anche se spesso limitata a lembi ai confini dell'area del Parco, il castagno (Castanea sativa) sia ceduo da frutto che ad alto fusto. Di questa fascia fa parte anche l'ontano napoletano (Alnus cordata), pianta rustica che si adatta anche a terreni poveri, che si è molto diffusa nell'ultimo secolo a dispetto del castagno quando quest'ultimo, un tempo di primaria importanza per l'economia silana, ha perso tale valore subendo un restringimento delle fasce colturali ad esso dedicato.
La famiglia delle Fagaceae è ben rappresentata da varie specie di querce. Troviamo la roverella (Quercus pubescens), molto presente nelle quote più basse vicino ai 600 m, il rovere (Quercus petraea), nella sottospecie meridionale, che si trova nel Parco mista ad altre latifoglie o presente in piccoli boschetti, il cerro (Quercus cerris), che si trova soprattutto misto ai boschi di castagno. Per quanto riguarda il farnetto (Quercus frainetto) è presente soprattutto sui versanti orientali dell'acrocoro mentre nel Parco è presente nel comune di Bocchigliero presso il monte Basilicò.

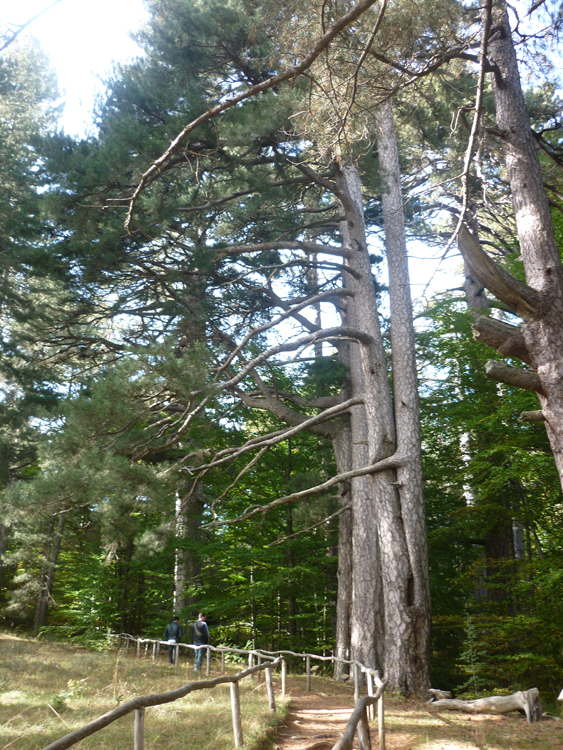
Pinus nigra ssp. laricio nella Riserva biogenetica naturale di Fallistro

Nella fascia montana, dai 1.100 fino ai 1.600 m, domina quasi incontrastato il pino laricio (Pinus nigra laricio) il re della foresta silana, così abbondante e caratteristico nell'aver assunto forma elegante, da essere spesso citato in alcuni testi come Pino Silano. L'albero viene infatti riconosciuto come entità a sé stante rispetto agli altri pini larici della Sicilia e della Corsica. Si contraddistingue per il tronco slanciato, con una corteccia formata da scaglie larghe che assume al suo interno sfumature di colore rosso. La pianta si presenta in forma così abbondante grazie al massiccio rimboschimento effettuato nel dopoguerra quando, a causa dell'eccessivo disboscamento della Sila che ha provocato una rapida azione erosiva specie nelle aree con la presenza di dirupi. In merito all'azione di contrasto contro la forma erosiva del massiccio silano, venne promulgata una legge "ad hoc" denominata "legge speciale della Calabria". Si preferì utilizzare il pino laricio per la facilità di attecchimento al terreno e per l'impossibilità di utilizzare conifere da impiantare su terreni in contesto di forte degrado, impiegando le poche risorse disponibili a ricoprire in maniera rapida il suolo, attenuando in questo modo il fenomeno dell'erosione.

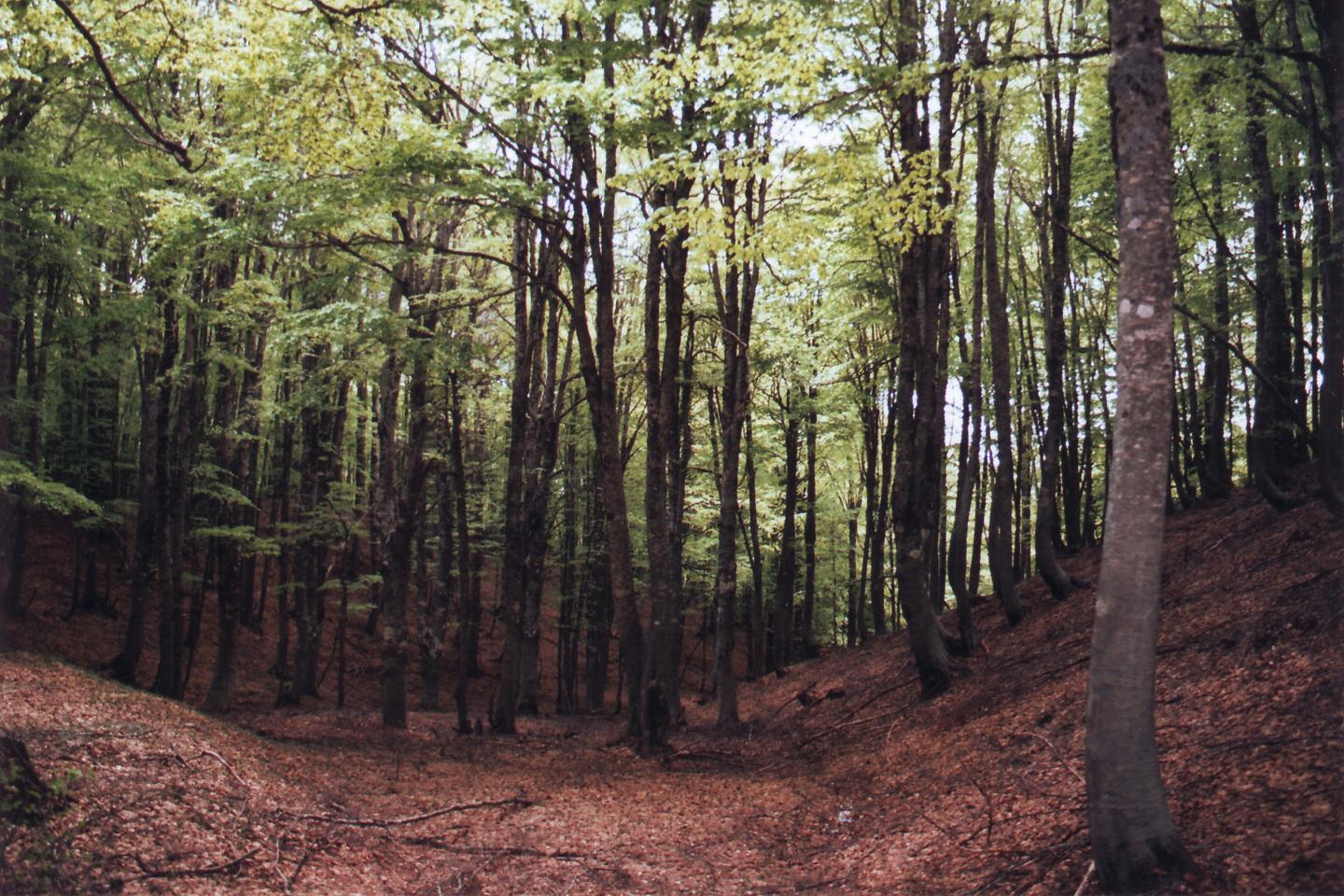
Bosco di Faggio nel Parco della Sila

Oltre i 1.400 m è il faggio (Fagus sylvatica) che occupa l'area delle cime più alte. Nell'area del parco si possono individuare due tipi di faggeta, il Campanulo-Fagetum che vegeta nelle cime più alte, e il Galio hirsuti-Fagetum. Il primo tipo di biocenosi è caratterizzato da specie mesofiche fra le quali Calamintha grandiflora, Campanula trichocalycina, Lamium galeobdolon, Orthilia secunda, Oxalis acetosella e Ranunculus brutius.
Il faggio spasso lo si incontra con l'abete bianco (Abies alba), la terza specie più diffusa della fascia. Quest'albero dall'elegante portamento si trova nelle zone del parco della Sila Piccola, presso il Monte Gariglione dove sono presenti alcuni esemplari di notevoli dimensioni, e sul Monte Femminamorta. Nella Sila Grande gli esemplari di abete bianco sono sparsi lungo tutta l'area in combinazione sia con faggi che con pini, ma un gruppo piuttosto nutrito di abeti bianchi sono presenti presso Monte Scuro
Di questa fascia alle quote superiori ai 1.400 m sono presenti numerosi depressioni umide con particolare sedimentazione organica, che favoriscono la diffusione di comunità vegetali delle torbiere. Queste specie vegetali, risalenti al periodo delle glaciazioni, furono spinte verso sud e scomparvero nelle zone circostanti a causa dei cambiamenti climatici. Tali specie vegetali sono Carex stellulata, Veronica scutellata, Potamogeton polygonifolius e Potentilla erecta.

### Vegetazione sinantropica e riparia

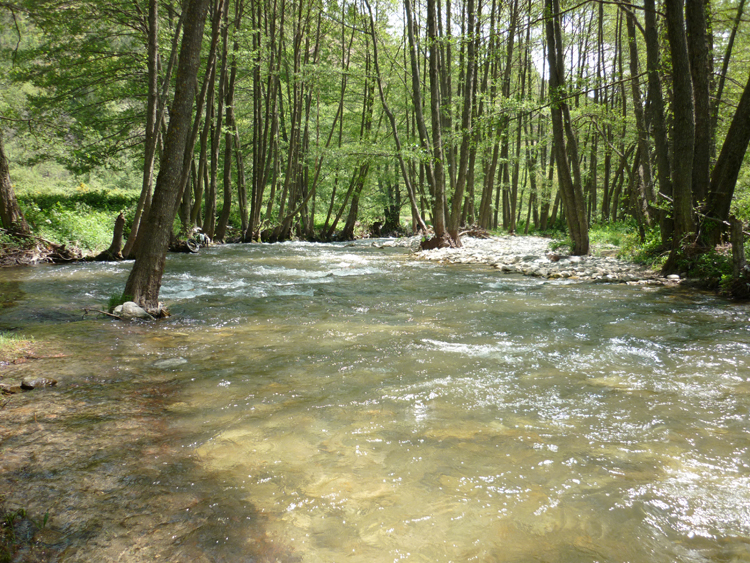
Ontani neri lungo il fiume Neto

L'agricoltura da secoli è in conflitto con l'habitat forestale dell'altipiano; già nel periodo protostorico i popoli dediti alla transumanza e alla coltivazione di piccole terre assursero l'idea di "bosco ladro di terra" ingegnando tecniche particolari per distruggere le foreste guadagnando in questo modo terre da dedicare al pascolo. Questo concetto si sviluppò ancor più dal Settecento in poi quando attraverso l'usurpazione di terre demaniali da parti dei privati, che venivano disboscate per essere messe a coltura costituendo le cosiddette "difese". Queste tensioni nei secoli hanno sistematicamente portato alla distruzione di centinaia di ettari di bosco attraverso incendi dolosi per realizzare nuove terre da coltivare. Questa situazione si aggravò specie tra il Settecento e l'Ottocento tant'è che i governi centrali cercarono di trovare un rimedio fermando questo fenomeno che pian piano stava distruggendo il bosco compromettendo l'assetto idro-geologico, inviando in Sila funzionari incaricati di indagare sui fatti.
Oggigiorno nei pianori oltre alla coltivazione cerealicola ed ortofrutticola. I pianori che si prestano a tale coltivazione si trovano soprattutto tra i complessi montuosi di tutti i principali monti del parco (Botte Donato, Montenero e Gariglione) e comprendono la Valle di San Nicola, la Valle di Campo San Lorenzo, la Vallate di Torre Garga, la zona di Sculca, Righio e Coporosa e la vallata nei pressi di Bocca di Piazza nel comune di Aprigliano. Molte sono le aree del parco dedite al pascolo e alla pastorizia in generale, così come è diffusa la pratica della transumanza e dell'alpeggio.
Le zone umide sono caratterizzate dai percorsi formati dagli ontani neri (Alnus glutinosa) e dai frassini maggiori (Fraxinus excelsior), che seguono tutti i tratti fluviali principali quale il Neto, il Crati, il Trionto, l'Arvo e il Lese.

### Vegetazione dei prati e peculiarità floristiche

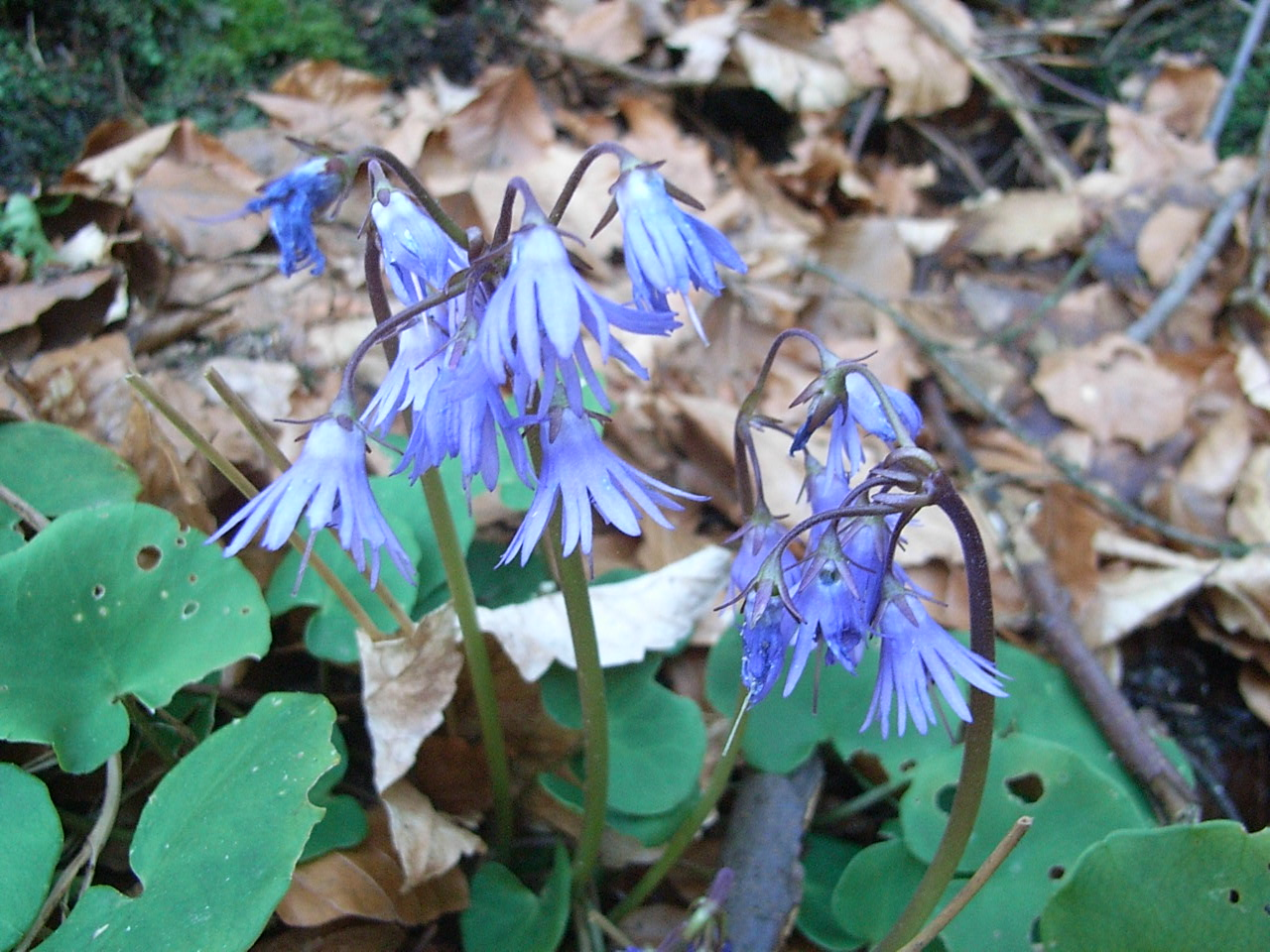
Soldanella montana

La quasi totalità delle praterie silane sono di origine "secondaria" derivata, cioè dalla distruzione dei boschi per fare spazio al pascolo. I prati di origine primaria si trovano solo lungo i pianori più umidi dove difficile è l'attecchimento di specie vegetali, nei pianori della Sila Grande e della Sila Piccola. Fattore che condizione in maniera sensibile la composizione floristica silana è la presenza o meno dell'acqua.
Vegetazione dei prati
Questa genera aree compatte con vegetazione tipica. Abbiamo dunque:
- aree depresse stagnanti con formazioni di Caltha palustris, Ranunculus fontanus, Chaerophyllum hirsutum var. calabricum, Crepis paludosa e Cardamine silana[46];
- bordi di aree stagnanti con presenza di Viola palustris e Soldanella calabrella, pianta endemica della Sila[46];
- praterie inondate con presenza della Deschampsia caespitosa, Filipendula ulmaria e Polygonum bistorta[46];
- aree più asciutte e compatte con presenza di Nardus stricta, una graminacea dura e particolarmente irta;

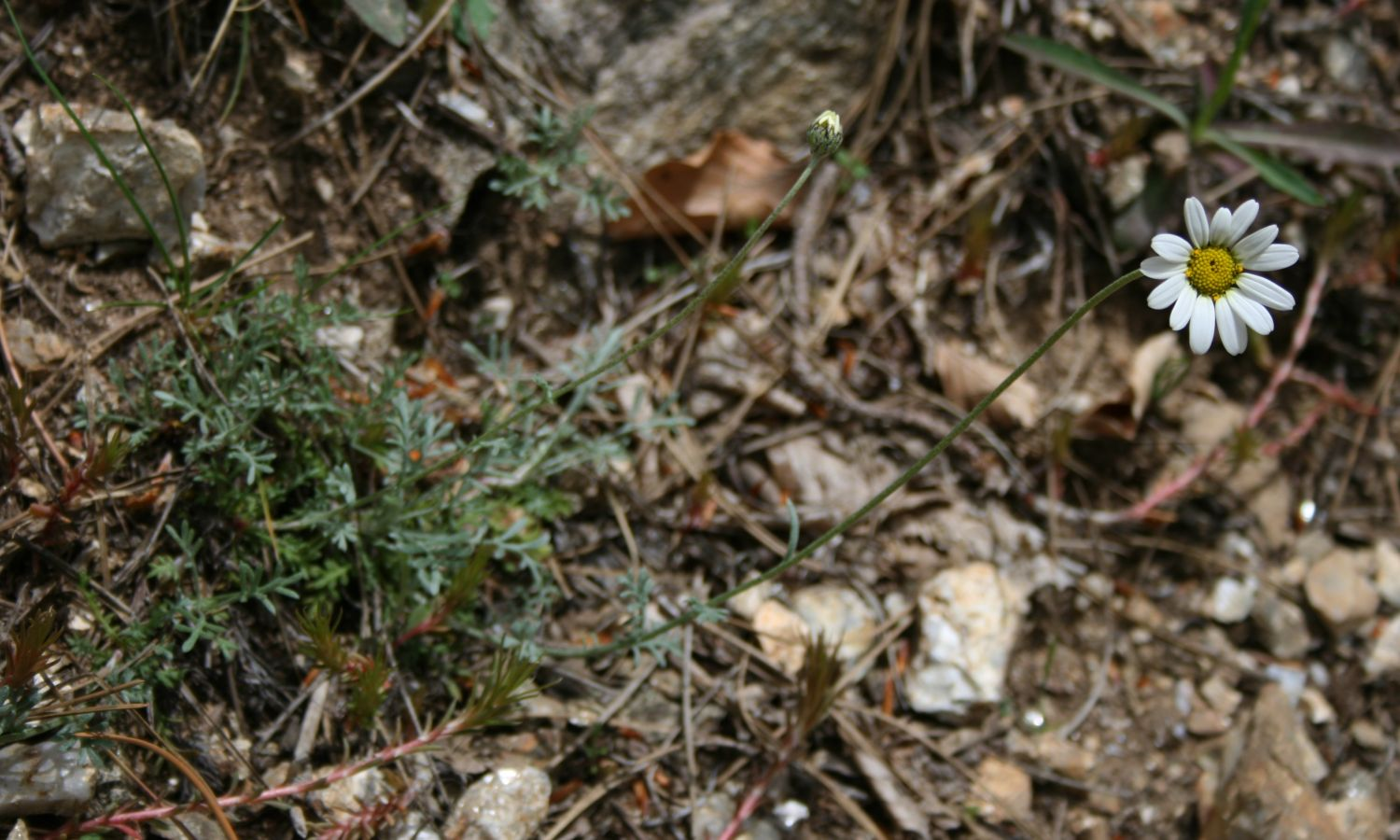
Anthemis cretica
subsp. calabrica

- aree scoscese dove è assente il ristagno dell'acqua, con prati pingui caratterizzati da una massiccia abbondanza floreale, e prati magri adatti al pascolo. Nei prati pingui è facile trovare la Viola messanensis e la Dactylorhiza sambucina. Nei prati magri ricca è la presenza di graminacee e leguminose, e molto comune è la presenza, in maniera piuttosto massiccia, della Genista silana, una ginestra molto vicina alla Genista anglica, ma tipicamente endemica calabrese[46].
- aree rocciose con presenza di graniti e dossi, su suolo sabbioso, che presentano una copertura discontinua di Cytisus spinescens e Astragalus calabrus[47].

Endemismi
Oltre a quelli già citati nell'area del parco sono presenti molti endemismi dei monti calabresi tra le quali Anthemis cretica subsp. calabrica, Cardamine battagliae, Epipactis schubertiorum, Hypericum calabricum, Limodorum brulloi e Luzula calabra. Altre specie sono endemiche dell'Appennino meridionale, quali Cirsium vallis-demonis, Euphorbia gasparrinii e Rosa viscosa, mentre tipiche endemiche silane sono considerate Adenocarpus tenoreanus, Allium julianum, Armeria brutia, Centaurea sarfattiana e Knautia dinarica ssp. silana.

## Fauna
La presenza faunistica della Sila e delle aree del parco è profondamente mutata dal periodo dell'ultima glaciazione ad oggi. La presenza di alcuni mammiferi, soprattutto di grandi dimensioni, è stata influenzata dalla presenza dell'uomo che ha modificato l'habitat e la sopravvivenza di alcune specie, in particolare del cervo, estinto ad inizio secolo scorso e reintrodotto solo negli ultimi anni. Certo è che sin dall'inizio della prima bozza di stesura del Parco del 1923, la Sila era considerata una delle aree geografiche più selvagge d'Italia e quella più ricca di fauna di tutto il meridione d'Italia.

### Mammiferi

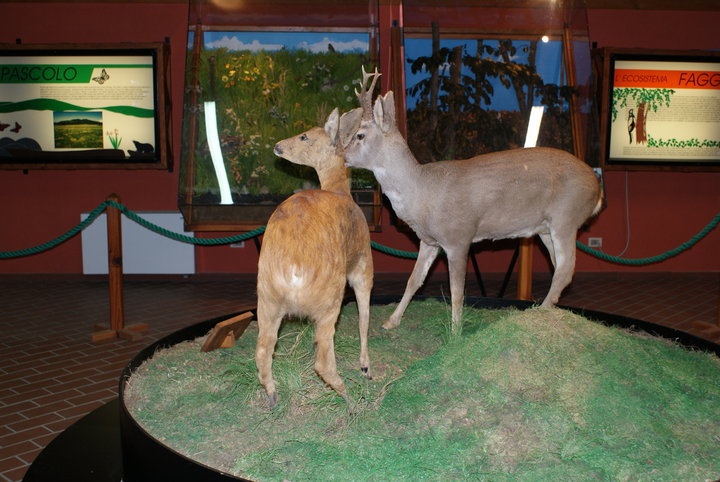
Caprioli imbalsamati presso il museo naturalistico del Cupone

Secondo studi firmati ad inizio secolo scorso dal professor Cavara dell'università di Napoli, in base a saggi paleontologi effettuati su varie aree della regione, dopo l'ultima fase di glaciazione in Sila erano presenti mammiferi come lo stambecco (Capra ibex), il capriolo (Capreolus capreolus), il daino (Dama dama), l'uro (Bos taurus primigenius), il cinghiale (Sus scrofa), il cervo (Cervus elaphus) e il camoscio (Rupicapra pyrenaica). I maggiori predatori di questi mammiferi erano invece il lupo (Canis lupus italicus), l'orso (Ursus arctos) e la lince (Lynx lynx).
Ai nostri giorni è documentata la presenza dei seguenti animali:

#### Ungulati
- Capriolo (Capreolus capreolus), la sua presenza risultava compromessa negli anni settanta, ma con la introduzione di caprioli provenienti dalle Alpi orientali la presenza di questo ungulato è notevolmente accresciuta[51]. Restano dubbi però, sulla razza autoctona, poiché pare che la reintroduzione dell'altra specie abbia geneticamente cambiato l'aspetto originario di questo mammifero[51], anche se non si esclude la presenza di ceppi autoctoni[52].
- Cervo (Cervus elaphus subsp. hippelaphus), estinto ad inizio secolo scorso, venne reintrodotto negli anni ottanta nella riserva naturale di Golia-Corvo. Questa specie è considerata fondamentale per la catena alimentare del parco, sia per l'adattamento della specie nei boschi silani, e sia perché è una delle principali prede da parte del lupo. Nel 2010, 20 esemplari sono stati liberati nel Parco nei pressi della località Fossiata[53]. Il suo areale principale è la parte settentrionale del Parco[51].
- Daino (Dama dama), si ritiene che questo animale non fosse presente originariamente in Sila ma solo in alcune aree costiere della Regione[52]. Nel Parco venne introdotto alcuni anni fa nella Riserva naturale Golia - Corvo[54], e oggi è possibile ammirarlo presso il Centro visite del Cupone in un'area recintata nella riserva ad esso dedicata[52].

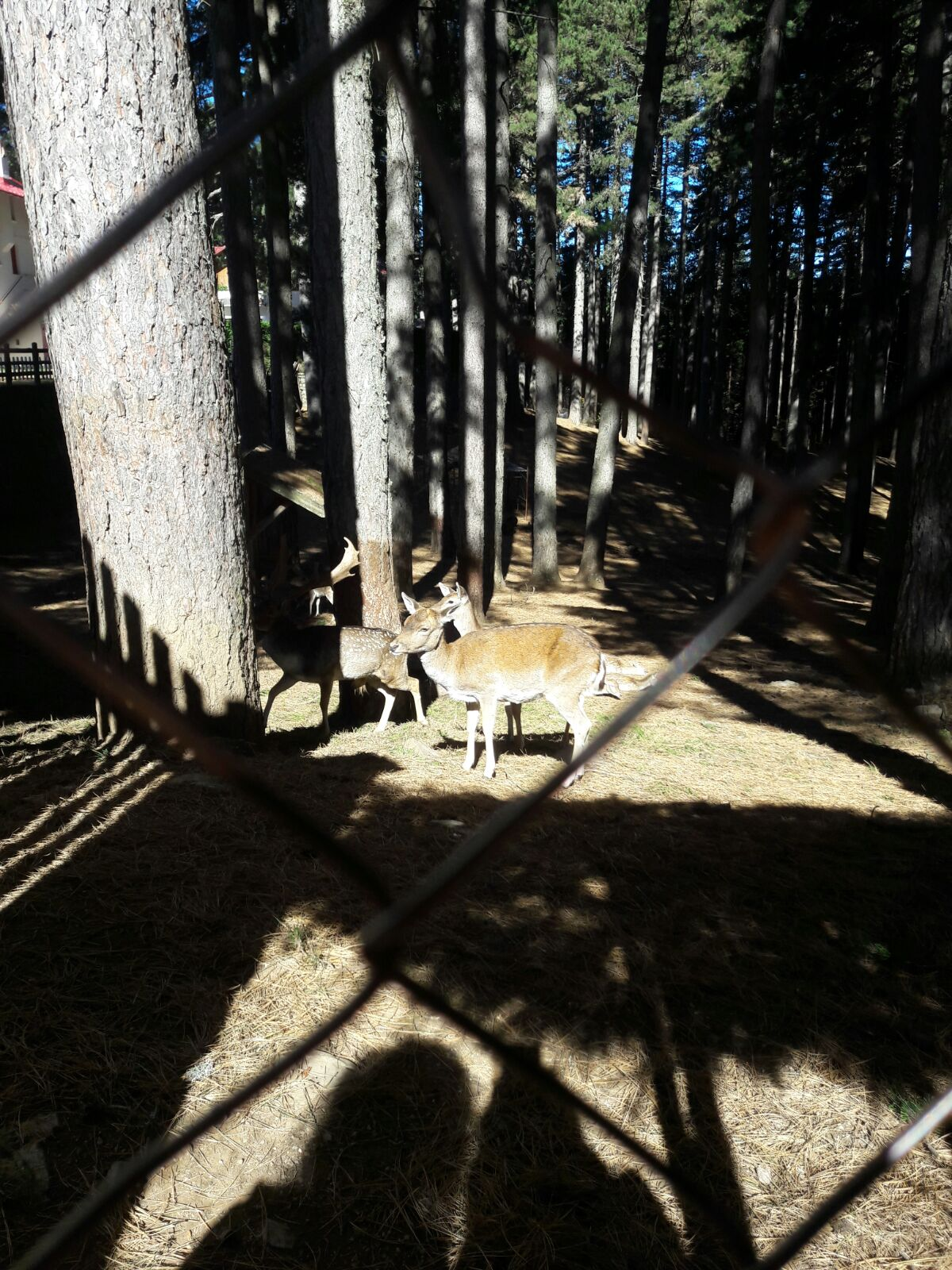
Daini nel parco nazionale della Sila

- Cinghiale (Sus scrofa), molto presente in Sila e preda ambita dai cacciatori nelle aree silane al di fuori del parco, il cinghiale ad oggi è presente in maniera piuttosto consistente grazie anche ai continui interventi di ripopolamento per scopi venatori.

#### Mustelidi

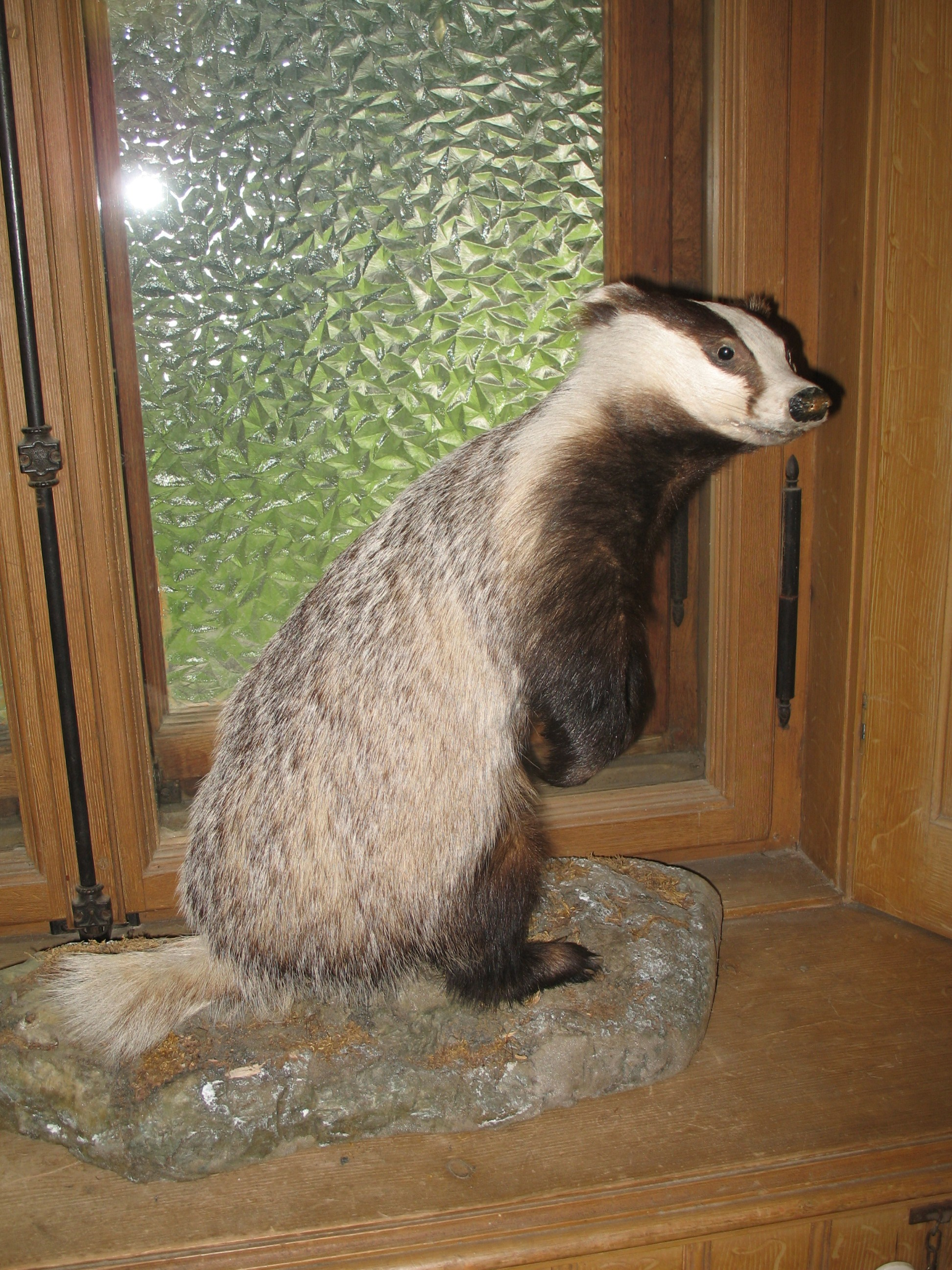
Il Tasso

- Tasso (Meles meles), carnivoro notturno, presente in ampie aree del parco; la presenza e l'importanza di questa specie per il parco della Sila è confermata anche grazie all'istituzione della Riserva naturale Tasso Camigliatello Silano, un'area protetta di oltre 200 ha dove la specie è molto diffusa.
- Lontra (Lutra lutra), prezioso indicatore ambientale, sulla lontra è stato effettuato un'importante indagine nazionale ricognitiva della specie, presente nella prima metà del secolo scorso in popolazioni molto numerose, lungo i principali corsi d'acqua e nei laghi silani. Un'indagine condotta nella metà degli anni ottanta, accertò il declino e la scomparsa della lontra in gran parte del territorio italiano ed in particolare calabrese. In Sila, pur accertata la presenza della specie, si ritenne oramai compromessa la presenza della lontra con prossima estinzione, considerazione che si appaiava ad un'indagine relativa alla presenza dell'animale nel settentrione, ma nella seconda metà degli anni novanta, si registrò un trend positivo della presenza di questo mustelide che pare si stia nuovamente riproducendo in gran numero e ripopolando tutti i corsi d'acqua e i laghi principali[55][56]. Nel mese di maggio del 2013 è stato registrato un eccezionale avvistamento di due esemplari, probabilmente maschio e femmina adulti, all'interno di una zona abbastanza remota del Parco Nazionale, avvistamento e documentazione avvenuto ad opera degli agenti della Polizia Provinciale di Cosenza, in servizio al Distaccamento operativo di San Giovanni in Fiore (Cs)[57]
- Donnola (Mustela nivalis)
- Faina (Martes foina)
- Martora (Martes martes)
- Puzzola (Mustela putorius)

#### Roditori
- Ghiro (Glis glis), diffusissimo su tutto il territorio del parco ed un tempo anche cacciato ed utilizzato nella cucina calabrese di montagna[58]
- Moscardino (Muscardinus avellanarius)
- Quercino (Eliomys quercinus)
- Driomio (Dryomys nitedula), specie molto rara, presente in alcune aree delle Alpi e nel territorio calabrese su tutte e tre i parchi nazionali.
- Scoiattolo nero meridionale (Sciurus meridionalis, Zaccarella in forma dialettale) caratterizzato dal mantello di colore nero, merita una menzione a parte in quanto questo animaletto è il principale roditore presente sui boschi della Sila. Ha colonizzato praticamente tutto il territorio montano silano, e lo si può trovare anche nei parchi comunali dei paesini della pre-sila e nei centri abitati. La sua enorme presenza sul territorio silano, come specie endemica e propria del territorio è confermata anche dalla presenza di tale animale nel Museo civico di storia naturale di Milano che lo cataloga come "Scoiattolo Silano". La colorazione del mantello è nera con sfumature di grigio sui fianchi e il ventre di colore bianco[58].
- Istrice (Hystrix cristata), presente nelle aree più orientali e sull'orlo esterno dell'altipiano

#### Altri mammiferi

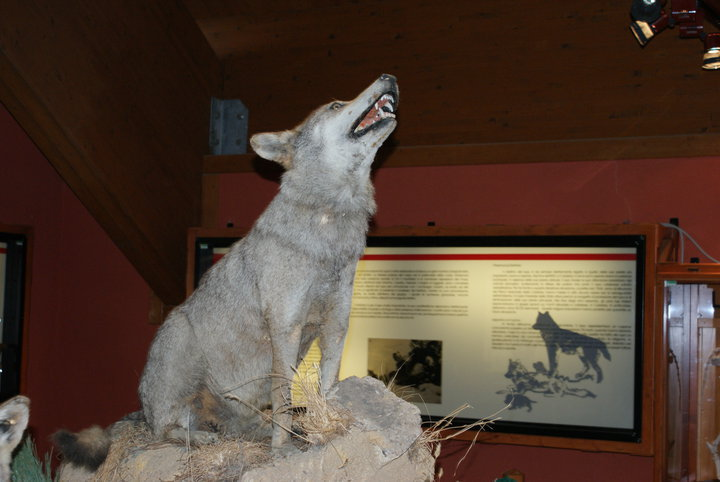
Lupo imbalsamato presso il museo e centro visite del Cupone

Oggi, dopo le misure restrittive di protezione di alcune specie e dopo la reintroduzione di alcune specie, nel parco vivono questi mammiferi:
- Lupo appenninico (Canis lupus subsp italicus), 3 branchi di lupi accertati, composti da 3 - 4 individui ciascuno, per un totale di circa 15 - 20 esemplari su tutta la Sila[59]. Simbolo del parco questo mammifero è considerato il più importante predatore dei boschi dell'Appennino e della montagna calabrese. Nel 1970 subì un grave declino demografico, rimanendo sull'orlo dell'estinzione, con la presenza certa stimata solo nelle aree Abruzzesi e in quelle silane. Con l'approvazione della legge in favore della sua conservazione (Convenzione di Berna), questo predatore sta pian piano accrescendo la propria comunità in tutto il territorio italiano. A suo favore sono stati promossi piani di reintroduzione di alcune specie di prede preferite dal lupo quali cervi e caprioli, piani che hanno portato ad una costante crescita della specie, che si sta diffondendo su tutto il territorio nazionale. In Calabria la sua presenza è accertata su tutti e tre parchi nazionali[59].
- Gatto selvatico (Felis silvestris), mammifero raro e protetto diffuso su tutto l'areale della Sila; non si hanno molte fonti e dati certi al riguardo di questo felino, vi sono dunque scarse informazioni relative alla distribuzione e all'abbondanza di questa specie anche se è certa la sua presenza[52];
- Lepre comune o europea (Lepus europaeus), molto presente fino alla prima metà del secolo scorso, la presenza di questo animale ha subito una forte diminuzione causa dell'attività venatoria che ne ha compromesso la presenza sul territorio del parco;
- Volpe (Vulpes vulpes), diffusissimo nelle aree silane specie in quelle con il clima più mite (zone collinari e campagne), la volpe negli ultimi anni ha avuto un progressivo e sempre più cospicuo proliferare della propria comunità, grazie soprattutto al totale disinteresse dei cacciatori verso questo animale; negli ultimi anni si è registrata una cospicua presenza del mammifero presso i centri urbani silani, in particolare nelle aree periferiche con presenza di cassonetti dell'immondizia, dove la volpe riesce con facilità a procacciarsi residui alimentari;
- Talpa (Talpa europaea), Tupin'ru in forma dialettale, ampiamente diffusa su tutto il parco; anche la presenza nei centri urbani è notevolmente aumentata negli ultimi anni;
- Riccio (Erinaceus europaeus), è un animale diffusissimo su tutto il territorio del parco, spingendosi fino ai centri urbani.

### Uccelli

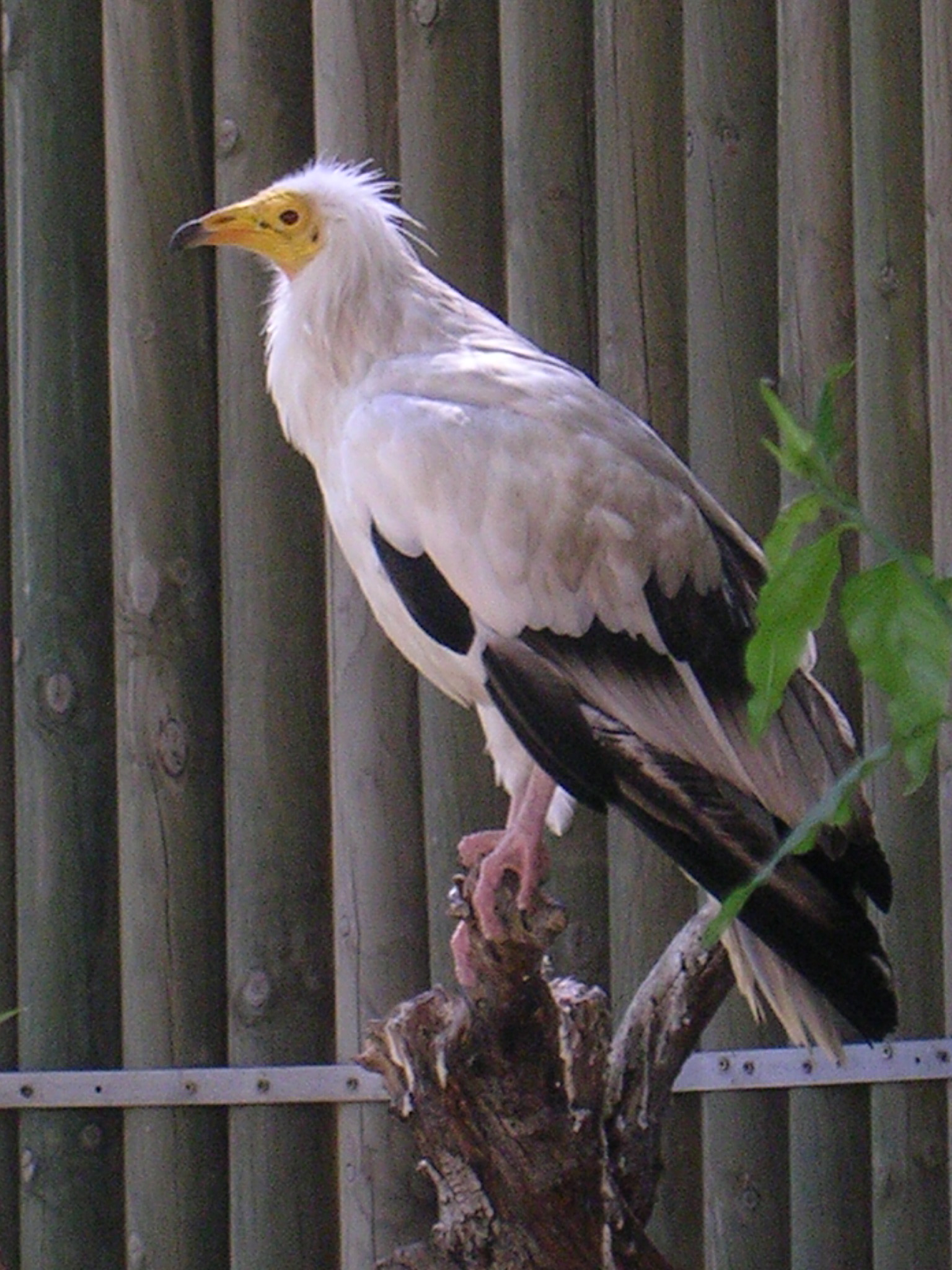
Il Capovaccaio

L'avifauna è piuttosto vasta poiché numerose aree del parco sono mete di sosta durante le migrazioni delle tratte Sicilia-Stretto di Messina-Calabria, tratta importante delle rotte migratorie Nord-Sud, e di nidificazione di molte specie di uccelli. Secondo un'indagine condotta dall'ente parco sono stati individuati 113 specie di uccelli sulla Sila, 57 dei quali considerati di "interesse conservazionistico". L'Atlante fotografico degli uccelli del parco nazionale della Sila con inediti contributi sull'avifauna silana di Gianluca Congi, pubblicato nel 2019 dall'Ente parco, aggiorna le conoscenze sull'ornitofauna della Sila ed estende l'interesse della ricerca oltre i confini dell'area protetta, con 147 specie fotografate nell'area del parco, della ZPS Sila grande e dell'area Mab - UNESCO - Riserva della biosfera contigua al parco; inoltre propone un'inedita check-list (riferimento anni 1997/2018) che elenca 211 specie osservate e di queste 111 considerate nidificanti nel comprensorio (alcune specie accertate nidificanti e non documentate come tali da precedenti indagini e ricerche).

#### Rapaci

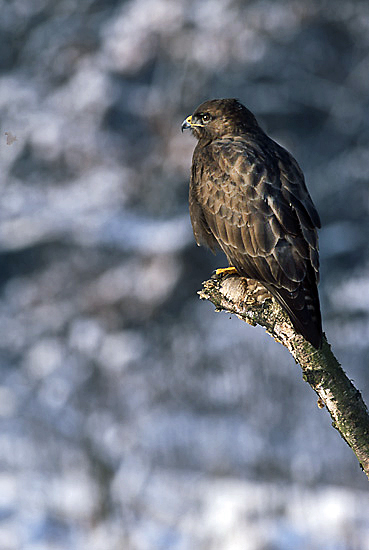
Poiana

Gruppo consistente presente nei cieli silani, è rappresentato dalle famiglie dei Falconidae e degli Accipitridae. Da considerare anche l'ordine degli Strigiformes, ossia i rapaci notturni, presenti nel parco con le famiglie dei Tytonidae e degli Strigidae.
- Accipitridae
Volatiti dal corpo robusto e grandi ali, nidificano fra gli alberi e negli anfratti delle rocce, in Sila sono presenti[63]: l'astore (Accipiter gentilis), il più grande rapace delle foreste silane[62], lo sparviero (Accipiter nisus)[63], il biancone (Circaetus gallicus), la poiana (Buteo buteo)[62][63], il nibbio reale (Milvus milvus) e il nibbio bruno (Milvus migrans) riconoscibili dalla coda biforcuta[63]. Interessante è inoltre la presenza del capovaccaio (Neophron percnopterus) avvoltoio che si nutre di carogne, che nidifica nelle aree più miti della costa calabrese e si spinge in Sila alla ricerca di cibo[63]. Per quanto riguarda la presenza dell'aquila reale (Aquila chrysaetos), vi sono casi di avvistamenti di questo grande rapace in più zone dell'altopiano e in vari periodi; gli avvistamenti sono confermati da reperti fotografici[64].
- Falconidae
Presenti il gheppio (Falco tinnunculus), il falco pellegrino (Falco peregrinus) grande predatore dalla formidabile velocità in picchiata[62], il lanario (Falco biarmicus), il falco della regina (Falco eleonorae), il lodolaio (Falco subbuteo) e il falco cuculo (Falco vespertinus).
- Strigiformes
Fra i rapaci notturni che abitano nel parco vi sono il barbagianni (Tyto alba) e l'allocco (Strix aluco) presenti in comunità numerose. Presenti anche la civetta (Athene noctua) e il gufo comune (Asio otus). Meno numerosi sono le comunità di assioli (Otus scops) e gufi reali (Bubo bubo), molto rari se non completamente estinti in Sila[65].

#### Piciformi
Di quest'ordine sono presenti:
- il picchio nero (Dryocopus martius), specie rara e da considerarsi la più importante fra i piciformi presenti sulla Sila dal punto di vista conservazionistico e zoogeografico
- il picchio rosso mezzano (Dendrocopos medius) anch'esso specie molto rara
- il picchio verde (Picus viridis)
- il picchio rosso maggiore (Dendrocopos major) diffuso su tutta l'area della Sila Grande
- il picchio rosso minore (Dendrocopos minor)
- il torcicollo (Jynx torquilla).

#### Altri uccelli
- Corvidi
Di questa famiglia nidificano nell'area del parco la ghiandaia (Garrulus glandarius), la taccola (Coloeus monedula), la gazza (Pica pica), la cornacchia grigia (Corvus cornix) e il corvo imperiale (Corvus corax), il più grande di questa famiglia e tra i più grandi volatili presenti in Sila[61][68].
- Passeriformi
Due alaudi di interesse comunitario nidificano nel parco, la tottavilla (Lullula arborea) e la calandrella (Calandrella brachydactyla); sempre di quest'ordine abbiamo l'allodola (Alauda arvensis), il pettirosso (Erithacus rubecula), il merlo (Turdus merula), la rondine (Hirundo rustica)[61][68], lo scricciolo (Troglodytes troglodytes)[68], la capinera (Sylvia atricapilla), la cinciarella (Parus caeruleus), la cinciallegra (Parus major), il fringuello (Fringilla coelebs), il rampichino (Certhia brachydactyla), la ballerina gialla (Motacilla cinerea) e il merlo acquaiolo (Cinclus cinclus), questi ultimi due presenti lunghi i corsi d'acqua[61].

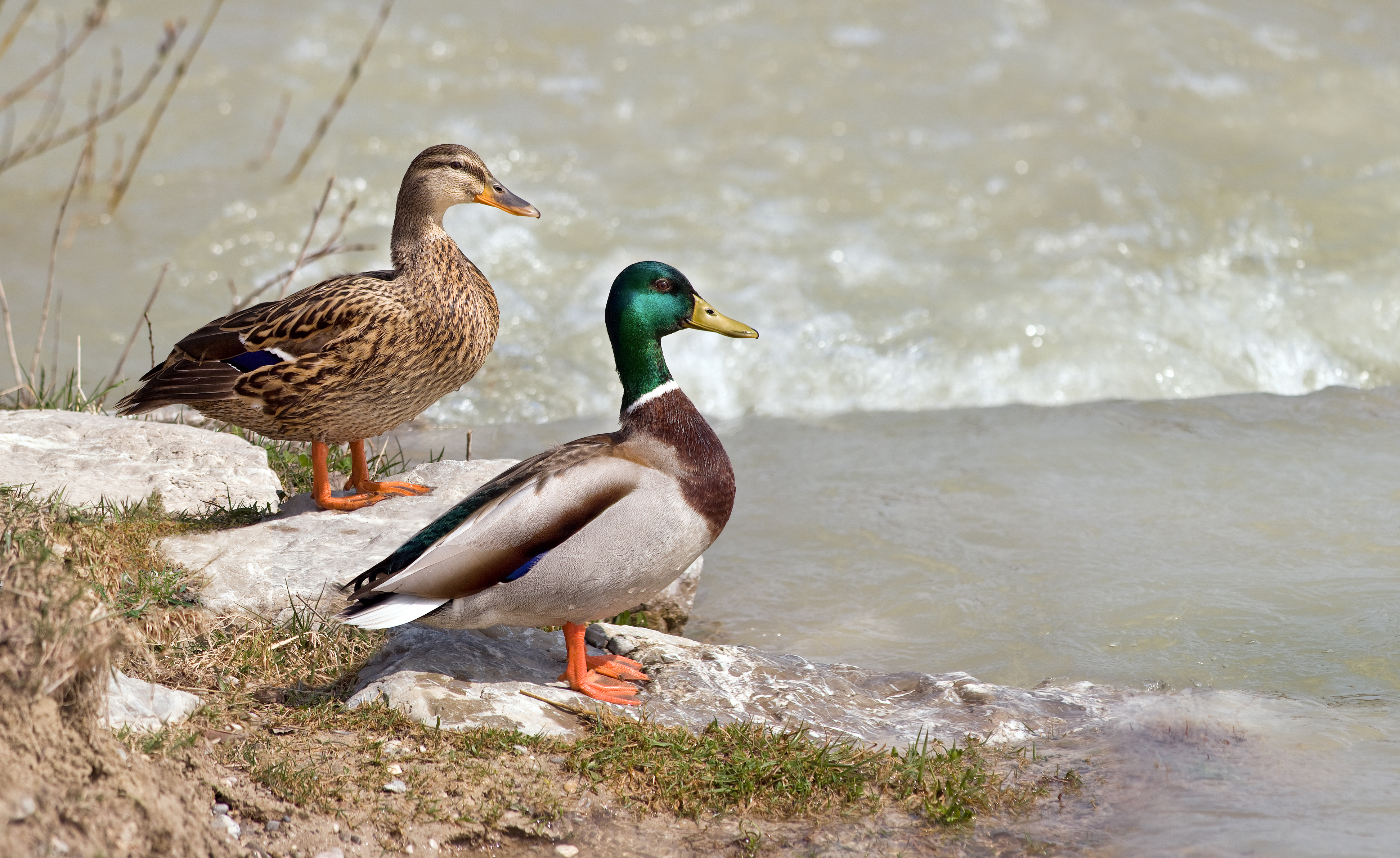
Due esemplari di Germano reale

- Uccelli acquatici
Il germano reale (Anas platyrhynchos) e lo svasso maggiore (Podiceps cristatus) sono tra le specie nidificanti quelle più presenti in Sila e che sostano presso gli specchi d'acqua dell'area del parco specie durante le migrazioni, ma sono state monitorate anche le presenze della folaga (Fulica atra) e della gallinella d'acqua (Gallinula chloropus), che nidificano presso i laghi[61][69][70]. Fra i Ciconiiformes ricordiamo l'airone cenerino (Ardea cinerea) che sosta lungo i laghi del parco anche se non nidifica in Sila[61][63].
- Altri volatili
Altre specie degne di menzione sono il cuculo (Cuculus canorus), di carattere parassitario nidificando in nidi di altre specie; il colombaccio (Columba palumbus) specie spiccatamente silana, di notevoli dimensioni vive e nidifica nei boschi ad alto fusto; l'upupa (Upupa epops). Rilevata la presenza anche della quaglia (Coturnix coturnix) e della beccaccia (Scolopax rusticola), specie che si nutrono di invertebrati, e particolarmente ambite durante il periodo venatorio. Documentata la nidificazione del lucherino (Carduelis spinus), dello stiaccino (Saxicola rubetra), del calandro (Anthus campestris), del rondone pallido (Apus pallidus), dello zigolo muciatto (Emberiza cia), della passera lagia (Petronia petronia), della balia dal collare (Ficedula albicollis), del luì verde (Phylloscopus sibilatrix) e di altre specie di interesse conservazionistico[61][71].

Sull'altopiano della Sila, è stato documentato il passaggio di specie migratorie abbastanza rare, quali il piviere tortolino, la monachella, il codirossone, la ghiandaia marina, la cicogna nera, l'averla capirossa ed altre. Nel parco nazionale della Sila, a partire dall'inverno 2016 è stato per la prima volta documentato l'eccezionale svernamento della rarissima Cicogna nera (Ciconia nigra).

### Anfibi e Rettili
Nel Parco nazionale della Sila sono presenti 22 specie di interesse erpetologico (12 anfibi e 10 rettili) su 31 specie documentate nella regione Calabria, che corrisponde a circa il 25% della diversità erpetologica italiana composta da 91 specie (40 anfibi e 51 rettili). Alcune specie sono comuni e molto diffuse in Italia mentre altre sono decisamente rare e di interesse comunitario. Il clima rigido degli inverni silani ha sfavorito il popolamento di alcune specie di rettili, mentre altre sono riuscite ad integrarsi e ad interagire con l'ambiente silano. Vi sono, però alcune specie di rettili che fino a qualche tempo fa si pensava non fossero presenti nel territorio del parco, quali il Cervone, alcuni gechi e la Testuggine di Hermann, in realtà si sono insediate nelle estremità perimetrale del Parco, in aree a temperature più moderate.

#### Anfibi

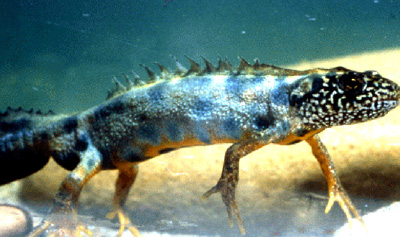
Tritone crestato italico

- Anuri
Nel Parco sono presenti l'ululone appenninico (Bombina pachypus), piccolo rospo dal colore grigio-bruno e con il ventre giallo-arancio[76], il rospo smeraldino (Bufotes balearicus), il rospo comune (Bufo bufo)[74], la raganella italiana (Hyla intermedia), piccolo anuro dalla pelle liscia, di colore verde brillante e dalle caratteristiche ventose alle estremità delle zampe, e il complesso delle rane verdi quali la rana di Lessona (Pelophylax lessonae), la rana agile (Rana dalmatina)[74] e la rana appenninica (Rana italica), piccola rana che predilige gli ambienti umidi quali torrenti e ruscelli[77]
- Urodeli
Per quanto riguarda gli anfibi urodeli nel parco si trova la salamandrina dagli occhiali (Salamandrina terdigitata), piccolo anfibio filiforme e dalla lunga cosa, con 4 dita nel piede ed una tipica macchia a forma di "V" fra gli occhi[75], la salamandra pezzata (Salamandra salamandra)[74], il tritone italiano (Lissotriton italicus), il più piccolo tritone europeo (massimo 80 mm di lunghezza) specie endemica del centro-sud Italia, e il tritone crestato italiano (Triturus carnifex), tritone di dimensioni medio grandi con il dorso di colore scuro e dalla caratteristica cresta vertebrale dentellata[78].

#### Rettili

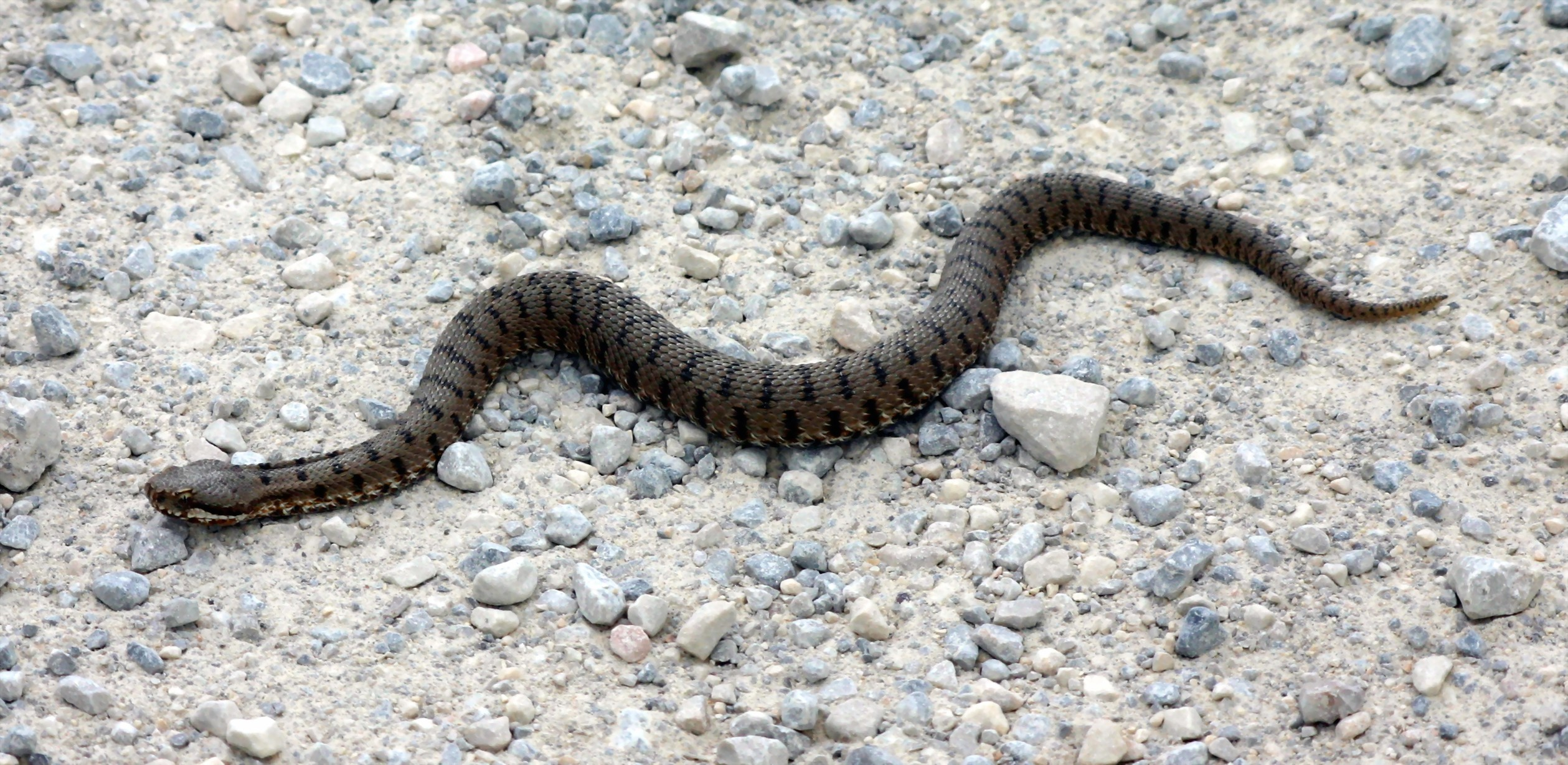
Vipera comune

Il clima montano della Sila non ha certamente favorito la diffusione di rettili nell'areale del Parco nazionale, ciò nonostante vi è comunque una rilevante presenza di rettili dell'ordine Squamata (serpenti e sauri), mentre assenti sono i rettili dell'ordine Chelonia (testuggini).
- Sauri
Tra i Sauri presenti nel Parco vi sono 5 specie: il ramarro occidentale (Lacerta bilineata), esemplare diffuso su tutta l'area del parco, comune nei prati, nelle siepi, nelle pietraie e nelle radure erbose della Sila i cui esemplari raggiungono anche la lunghezza di 45 cm, con una colorazione verde brillante sul dorso[75]; la luscegnola (Chalcides chalcides), sauro che raggiunge i 40 cm dal corpo serpentiforme, molto comune nei prati ben soleggiati[75]; l'orbettino (Anguis veronensis) dalla colorazione ramata, è un sauro senza arti che predilige habitat piuttosto umidi e paludosi, lo si può trovare dunque lungo i corsi d'acqua e i ruscelli silani; la lucertola muraiola (Podarcis muralis) e la lucertola campestre (Podarcis sicula) molto comuni e diffuse su tutto il territorio[74].
- Serpenti
Tra i serpenti abbiamo: il saettone occhirossi (Zamenis lineatus), tipico del meridione, è un serpente che può raggiungere anche notevoli dimensioni (200 cm); ha una colorazione che va dal grigio al verde oliva fino al marrone, si nutre di piccoli mammiferi ma anche di uova di uccelli[79]; la vipera comune (Vipera aspis), dal corpo tozzo e massiccio e dalla coda corta, la si trova spesso nelle boscaglie, nelle radurem nelle zone roccioso e nei litorali sabbiosi[80]; la biscia dal collare (Natrix natrix) che vive solo in ambienti acquatici[79]; il biacco (Hierophis viridiflavus), "Cursuni" in forma dialettale; il colubro liscio (Coronella austriaca) e il cervone (Elaphe quatuorlineata), del quale è stato ritrovato alcuni anni fa un rarissimo esemplare albino[74][81].

### Pesci
Le specie ittiche presenti negli ambienti idrici del Parco possono essere divise in pesci di interesse conservazionistico (Allegato II Direttiva 92/43/CEE) che sono specie autoctone, da specie aliene inserite nell'habitat silano per effetto di ripopolamento dei corsi avvenuto durante il secolo scorso a scopo di pesca sportiva, che sono specie alloctone.

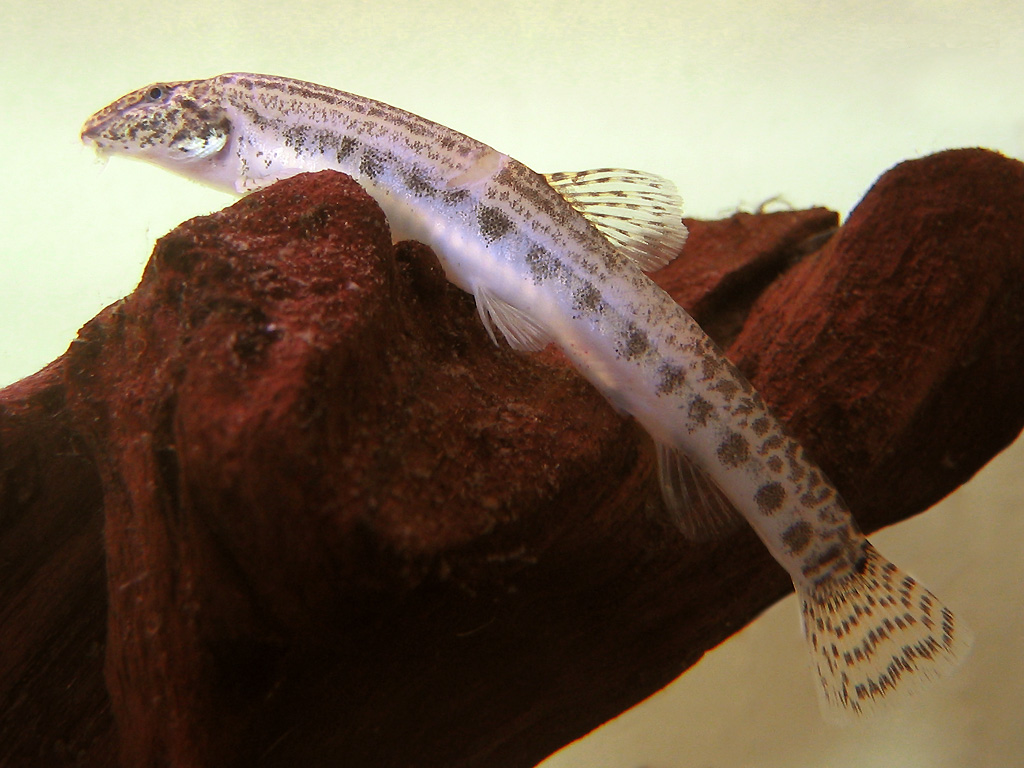
Un Cobite

Tra le specie autoctone vi sono la trota mediterranea o trota mediterranea (Salmo ghigii), la rovella (Sarmarutilus rubilio) e il cobite (Cobitis bilineata).

Tra le specie alloctone vanno menzionate la trota fario (Salmo trutta fario) per molti anni scambiata per specie autoctona, e la trota iridea (Oncorhynchus mykiss) immessa per scopi di pesca sportiva. Tra gli anguilliformi risulta presente l'anguilla (Anguilla anguilla), mentre tra i cipriniformi abbiamo la tinca (Tinca tinca), introdotta per la pesca sportiva e presente nei principali laghi silani, il carrassio (Carassius carassius), abbondante nelle acque più paludose, il cavedano (Squalius squalus), l'alborella (Alburnus arborella), la scardola (Scardinius erythrophthalmus) e la carpa (Cyprinus carpio), pesce che nel lago artificiale Ariamacina, area SIC ove vige il divieto di pesca, può raggiungere e oltrepassare ampiamente i 15 kg di peso.
Tra i perciformi abbiamo il persico reale (Perca fluviatilis), diffuso nei laghi e preda ambita dagli appassionati di pesca sportiva, e il persico sole (Lepomis gibbosus). Merita infine una menzione lo spinarello (Gasterosteus aculeatus).
Le specie indigene risultano minacciate dalla presenza delle specie alloctone, che ben si sono adattate sia nei laghi che nei fiumi silani. Questo ha determinato fenomeni di competizione trofica oltre che di ibridazione fra ceppi diversi, determinando una pesante contrazione della comunità delle specie autoctone. Questo fenomeno è registrato in particolare per quanto riguarda la trota macrostigma. Un'altra minaccia deriva anche da alcune opere idrauliche atte alla regimentazione delle acque che hanno in molti casi compromesso l'habitat di alcune specie autoctone modificando i corsi fluviali.

## Geografia antropica e archeologia

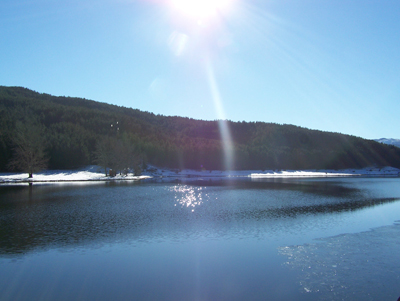
Lago artificiale Ariamacina, creato tra il 1953 e il 1955

Le aree interne del parco rispecchiano la storia antropologica della Sila. Nel corso dei secoli tali aree hanno avuto un grado di antropizzazione piuttosto limitato, specializzato nella stagionatura, con insediamenti temporanei che furono utilizzati solo durante le stagioni estive. La Sila è sempre stata considerata come una foresta vergine impenetrabile, difficilmente adatta ad ospitare comunità permanenti. Lo sfruttamento delle risorse delle foreste silane, hanno però avviato il percorso per una temporanea colonizzazione. Le aree del Parco sono state sfruttate per l'abbondanza di pece e legname già in epoca romana, anche se allora risultava scarsa la pratica dell'agricoltura e della pastorizia. Con il passare dei secoli e l'affermarsi di queste due ultime pratiche, la storia silana venne caratterizzata dalle continue lotte contadine che dal medioevo in poi, pretendevano il taglio forzato dei boschi per ottenere terre da dedicare all'agricoltura ed alla pastorizia. Tale contrasto fra bosco e agricoltura si protrarrà per molti secoli, modificando in maniera sensibile l'assetto territoriale dell'antica Selva Brutia.

### L'abitato preistorico e i primi insediamenti temporanei
Nel 2004 hanno avuto inizio le indagini della soprintendenza per i beni archeologici della Calabria che hanno messo in luce - tra l'altro - un vasto insediamento preistorico databile tra la fine del Neolitico (3800 a.C.) e l'inizio dell'Eneolitico (3300 a.C.). L'abitato preistorico sorge nei pressi dell'attuale lago artificiale Cecita, vicino a Camigliatello Silano, al confine con il parco nazionale della Sila, e sul luogo sono stati ritrovati reperti quali scodelle, olle, asce litiche, lame in selce e ossidiana.
Alcuni storici come Tito Livio o Strabone inserivano nella "regione silana", anche le propaggini di terra che scendono fino alla Piana di Sibari e in alcuni testi storici, tutte le aree montuose della Calabria fino all'antica Rhegion (Reggio Calabria) erano chiamate Silva. In epoca greca e romana, le popolazioni non riuscirono mai a spingersi oltre le prime propaggini dell'altopiano come fecero gli Itali, gli Enotri e i Morgeti. Sono comunque tutte aree che stanno al di fuori dell'attuale perimetro del parco nazionale, così come i tanti ritrovamenti di abitazioni rupestre trovati nei territori dei comuni che fanno parte del parco.
Nei secoli successivi altre popolazioni cercarono di colonizzare l'areale silano come i Bruzi, ma anche in questo caso tali popolazioni non riuscirono ad insediarsi stabilmente nelle aree più interne dell'altopiano. I Bruzi furono la popolazione che maggiormente sfruttò le terre e i possedimenti silani: abitavano la Sila durante i periodi più temperati, attraversandola per rifugiarvisi e per ingaggiare guerriglie contro i coloni greci. Anche i sibaritidi utilizzarono la Sila come luogo di caccia e pastorizia, e più volte riuscirono ad attraversarla per fondare le loro colonie in aree collinari o sulla costa tirrenica. La Sila in questo periodo storico, era dunque utilizzata come un grande bacino per lo sfruttamento di alcune materie (legname) o come luogo impervio nel quale popoli in fuga poterono trovarvi tranquilli ripari, come ad esempio fece Spartaco che ivi si rifugiò prima di essere sconfitto da Marco Licinio Crasso in terra di Puglia.

### Dal Medioevo fino all'unità d'Italia

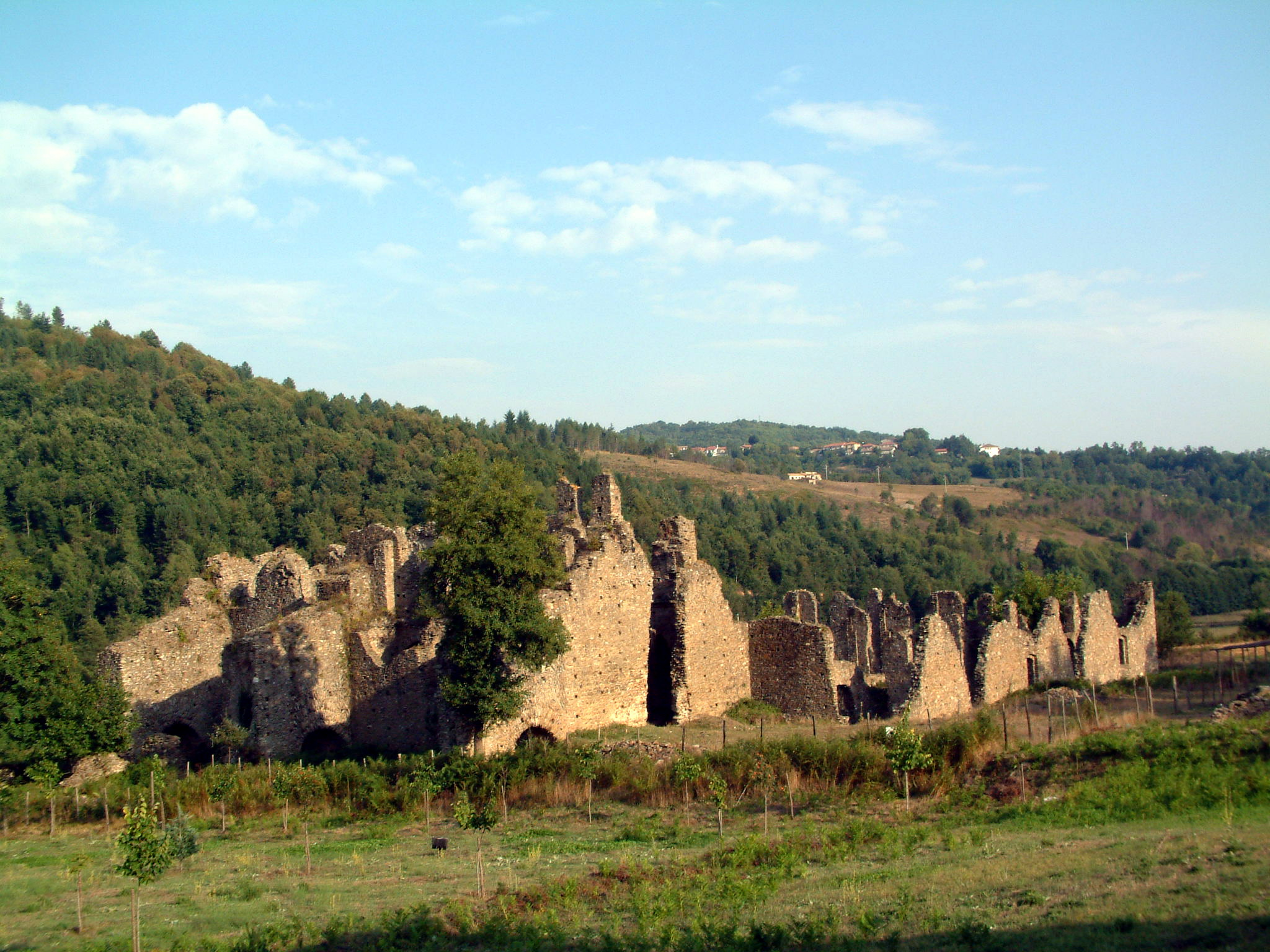
L'Abbazia di Corazzo

Se fino al Medioevo le popolazioni non riuscirono a creare centri urbani stabili, nel 1189 l'abate Gioacchino da Fiore risalì le pendici occidentali dell'altipiano e sulla cresta orientale dell'acrocoro vi fondò una grande abbazia. Dal monastero si generò nel 1500 la cittadina di San Giovanni in Fiore primo centro urbano stabile sorto sulla Sila oltre i 1000 m. Il luogo scelto da Gioacchino, secondo recenti studi era già stato abitato in maniera stabile da qualche secolo prima, da parte dei Longobardi, tant'è che oggi tale luogo viene indicato con il nome di Faradomus. Dalla venuta in Sila dei monaci florensi, l'area del parco, così come tutta la Sila, venne suddivisa in Sila Badiale e Sila Regia: la prima comprendente le terre concesse in donazione da Enrico VI, la seconda comprendente le terre del demanio regio. Tale divisione fu mantenuta per molti secoli. C'è da annotare come prima dell'arrivo di Gioacchino da Fiore, la Sila era terra di conquista da parte dei monaci basiliani che qui realizzarono alcuni insediamenti rupestri. In questo periodo fioriscono alcuni centri culturali, alcuni legati alla figura dell'abate Gioacchino come l'abbazia di Corazzo nella Sila Piccola nel comune di Carlopoli, altri autonomi come il centro francescano di Pedace, inoltre, Federico II di Svevia ingrandì e rese autonome le tre abbazie cistercensi calabresi:abbazia della Sambucina a Luzzi, abbazia di Santa Maria della Matina a San Marco Argentano e l'abbazia di Sant'Angelo de Frigillo a Mesoraca, concedendo il libero pascolo in ampie aree silane, permise loro di, creare economia e sviluppo dal medioevo fino alla soppressione.
Dal 1500 in poi le aree dell'attuale parco subirono violenti attacchi e devastazioni da parte dei contadini e degli agricoltori di San Giovanni in Fiore ma anche dei comuni presilani quali Aprigliano, Albi, Magisano e Spezzano Grande, che necessitavano di aree da poter coltivare. Le proteste sfociarono spesso in rappresaglie contro il bosco stesso costretto a subire numerosi incendi e tagli indiscriminati. La situazione divenne così drammatica da far spingere il governo ad inviare funzionari che constatassero l'accaduto. Si ritrovarono dinanzi a scenari "tetri ed infernali" sia Giuseppe Maria Galanti, che giunse in Sila nel 1792, che Giuseppe Zurlo nel 1852. Entrambi i funzionari constatarono i segni tangibili degli incendi che distrussero molti ettari di boschi. Le aree del Parco maggiormente colpite furono quelle della Sila Grande e soprattutto le aree della Sila Piccola.
In quest'epoca i centri della fascia presilana cosentina iniziano a sviluppare un certo interesse per le aree più interne, soprattutto nel campo agricolo oltre che nello sfruttamento legato al pascolo. All'inizio del 1800 inizia ad affermarsi la coltivazione della patata che diverrà ben presto una peculiarità delle aree della Sila e del parco nazionale in particolare, tanto da ottenere in futuro, il prestigioso riconoscimento IGP con il marchio "Patata della Sila".

### Il XX ed il XXI secolo
Tra la fine dell'Ottocento e l'inizio del Novecento molte aree del parco sono soggette a importanti cambiamenti seguiti da segnali di profondo rinnovamento che ne modificano strutturalmente il territorio. Il primo segnale di rinnovamento fu la programmazione e progettazione della ferroviaria "transilana" che avrebbe dovuto collegare Cosenza con Crotone. Nonostante l'utilizzo di alta ingegneria per l'epoca, i lavori avanzarono a singhiozzo e il percorso non venne mai completato, con l'ultima tratta aperta solo nel 1956. Il sistema ferroviario veniva visto non solo come un'infrastruttura capace di rompere l'isolamento delle aree silane e in particolare di San Giovanni in Fiore, ma anche come mezzo industriale per operare in Sila un'industria boschiva all'avanguardia.
L'industria boschiva e il problema del Gariglione
Simbolo dell'industria boschiva in Sila è certamente il Gariglione che nei primi decenni del Novecento subì un'azione di disboscamento molto rilevante da parte della So.Fo.Me. (Società Forestale Meridionale). L'area del Gariglione e della Sila Piccola in generale, era caratterizzata da una fitta forestazione formata da alberi secolari di faggio, pino ed abete, alberi maestosi dal diametro che superavano ampiamente i 2m Molte società forestali provenienti da fuori regione, cominciarono a tagliare in modo massiccio le foreste della Sila Piccola. L'utilizzazione intenso della foresta durò circa 20 anni, dal 1929 al 1949, e migliaia di alberi secolari furono abbattuti. Il legname era così abbondante che per meglio effettuare il lavoro, le industrie boschive decisero di realizzarvi in loco, villaggi rurali per ospitare i lavoratori. Furono inoltre realizzate sia teleferiche che ferrovie a scartamento ridotto tra le quali la Ferrovia decauville Gariglione-Differenze, ferrovia forestale ormai dismessa, per il trasporto dei tronchi verso il porto di Crotone.
Il disboscamento del Gariglione si fermò solo durante la prima guerra mondiale, momento propizio per accendere il dibattito in Parlamento nel 1923, sull'istituzione di un'area protetta in Sila per salvaguardare l'enorme patrimonio forestale. Le aree dell'attuale parco subirono altre profonde ferite, sia durante la seconda guerra mondiale con forte richiesta di legname per scopo bellico, che come pegno di guerra dagli alleati anglo-americani, che senza criteri selvicolturali, provocarono la morte ad un'ingentissima quantità di alberi secolari. La situazione forestale divenne così drammatica da spingere il Governo ad istituire prima alcune leggi di riforma agraria ed istituire un ente preposto alla gestione delle aree silane: nasce così nel 1950, l'Opera di Valorizzazione della Sila.
Nascita dei laghi silani e dei villaggi turistici

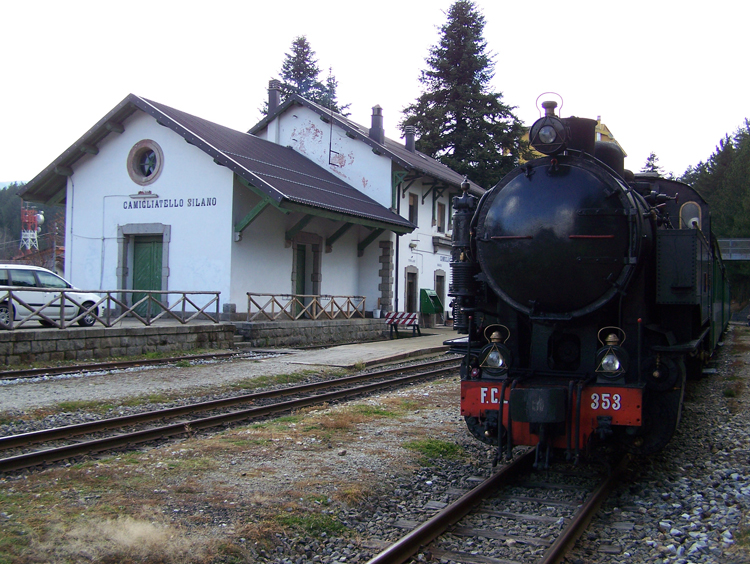
Treno a vapore presso la stazione di Camigliatello

Altre grande e profondo rinnovamento fu dato dalla realizzazione dei laghi silani. La prospettiva industriale legata alla Sila, si riferiva alla nascita di un'industria energetica, e grandissimi investimenti vennero effettuati in questo senso. Vennero realizzate le dighe che formarono i bacini del lago Ampollino (1927) e lago Arvo (1931) (fu realizzata la Ferrovia Crotone-Timpa Grande per facilitare il trasporto dei materiali), collegati fra di loro tramite condotta forzata, che servono le centrali idroelettriche di Calusia (Caccuri) e Timpagrande (Cotronei). Nel secondo dopoguerra vennero realizzati i bacini idrici del lago Cecita (1951) e il lago Ariamacina (1956), collegati fra di loro e che alimentano le centrali di Mucone I e II e di Vaccarizzo.
La nascita dei laghi artificiali mutò notevolmente il sistema territoriale silano e produssero non solo un'industria legata all'energia, ma furono anche centri dove realizzare villaggi turistici. Nacquero ad inizio secolo i villaggi turistici di Lorica, sul lago Arvo, e di Trepidò, sul lago Ampollino. Notevole sviluppo ebbe anche l'allora villaggio rurale di Camigliatello quando a pochi chilometri di distanza venne realizzato il lago Cecita. Degli anni cinquanta sono anche i villaggi turistici della Sila Piccola, quali Villaggio Mancuso e Racise, nati come mete ospitali di montagna per i cittadini del catanzarese. Negli anni cinquanta grazie alla riforma sull'agricoltura, vennero realizzati in Sila e nell'area dell'attuale parco, numerosi villaggi rurali, quali Rovale, Cagno e Germano nel comune di San Giovanni in Fiore, Sculca, Righio e Croce di Magara nel comune di Spezzano Sila, Cava di Melis nel comune di Longobucco, Caporose e Tassitano nel comune di Aprigliano, Bocca di Piazza nel comune di Parenti. Molti di questi villaggi tuttora conservano una peculiarità agricola, mentre alcuni di essi sono diventati centri turistici di villeggiatura.

## I comuni

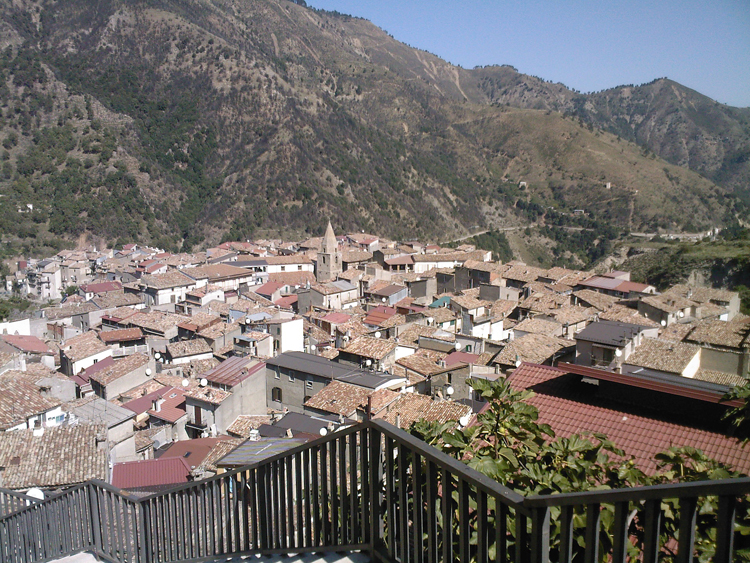
Il centro storico di Longobucco

Il parco interessa 21 comuni distribuiti in tre province
- Provincia di Cosenza:
  - Acri, Aprigliano, Bocchigliero, Celico, Corigliano Calabro, Longobucco, Pedace, San Giovanni in Fiore, Serra Pedace, Spezzano Piccolo, Spezzano della Sila.
- Provincia di Catanzaro:
  - Albi, Magisano, Petronà, Sersale, Taverna, Zagarise.
- Provincia di Crotone:
  - Cotronei, Mesoraca, Petilia Policastro, Savelli.

### Gastronomia e artigianato
Il parco della Sila ospita al suo interno numerose aziende agro-silvo-pastorali che concentrano le loro attività in un'agricoltura specializzata. Da secoli le attività agro-silvo-pastorali (insieme alle attività legate alla filiera del bosco) occupano un posto rilevante nell'economia dell'altopiano silano. I terreni della Sila sono da sempre favorevoli ad alcune coltivazioni quali ortaggi e frutti (specie le mele), e soprattutto per la coltivazione della patata nella varietà della patata silana alla quale è stato riconosciuto il marchio I.G.P. nel 2010. La patata insieme ai funghi, di cui la Sila è la zona d'Italia più ricca con Camigliatello Silano che è il più importante mercato di funghi d'Italia, sono gli elementi che più contraddistinguono la gastronomia della Sila e dei comuni del parco in generale.

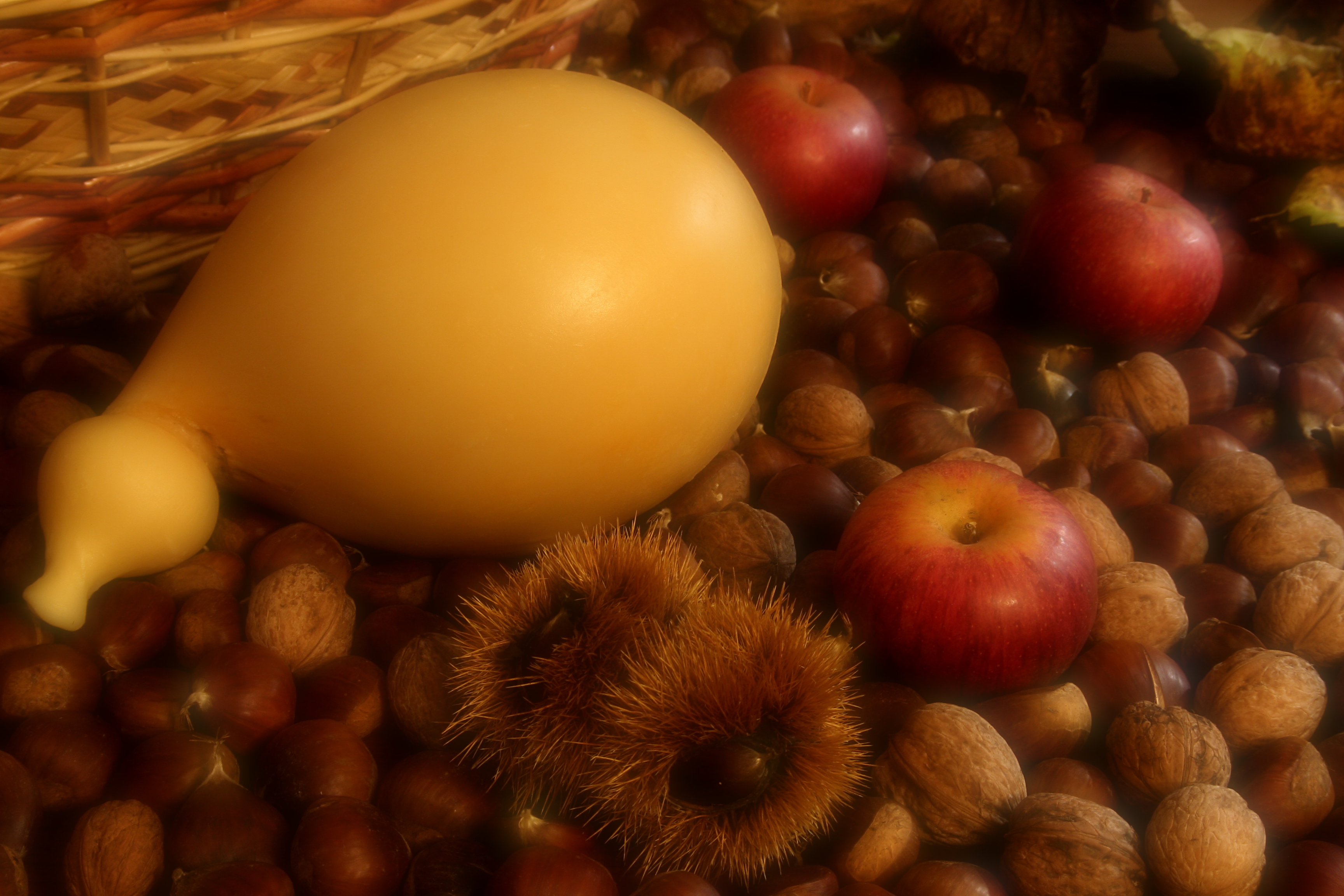
Caciocavallo silano e frutti autunnali

Per quanto riguarda la zootecnia questa si contraddistingue per un ampio diffusione di allevamenti di bovini di razza podolica, ma anche di ovini. In Sila vige ancora l'uso della transumanza e dell'alpeggio, e l'allevamento dei bovini si presta soprattutto alla produzione casearia di alcuni formaggi quale la provola, il burrino, e soprattutto del caciocavallo silano, formaggio che ha conseguito il marchio D.O.P., uno dei più antichi formaggi del sud Italia a pasta filata. Della categoria dei formaggi fanno parte anche le ricotte, le caciotte e le giuncate. Ampio è anche la produzione di salumi di alta montagna e dell'uso di prodotti derivati dal tipico suino nero di Calabria, quali salsicce, pancetta, soppressate e capocollo. Significativo è l'uso dei prodotti della terra quali i farinacei per la produzione del pane della Sila,, le castagne e le noci per la composizione di alimenti come il pane di castagne o la pitta 'mpigliata dolce tipico natalizio. Ampio uso si fa anche dei frutti di bosco quali more, fragole, ribes e lamponi soprattutto nelle conserve.
Da segnalare anche la produzione di olio extravergine d'oliva nelle aree a corollario del parco, quali l'olio del Machesato di Crotone DOP, del vino di Calabria IGT, di alcuni liquori e distillati e delle conserve tra le quali il mosto cotto.
Per quanto riguarda il settore artigianale da sottolineare l'arte tessile ancora in uso nei comuni di Longobucco e San Giovanni in Fiore, mentre per quanto riguarda la lavorazione del legno si segnalano botteghe artigiane in tutti i centri del parco. Anche la lavorazione della pietra, in particolare del granito silano, è attività ancora diffusa ed eseguita da abili scalpellini.

### Cultura e luoghi di particolare interesse storico

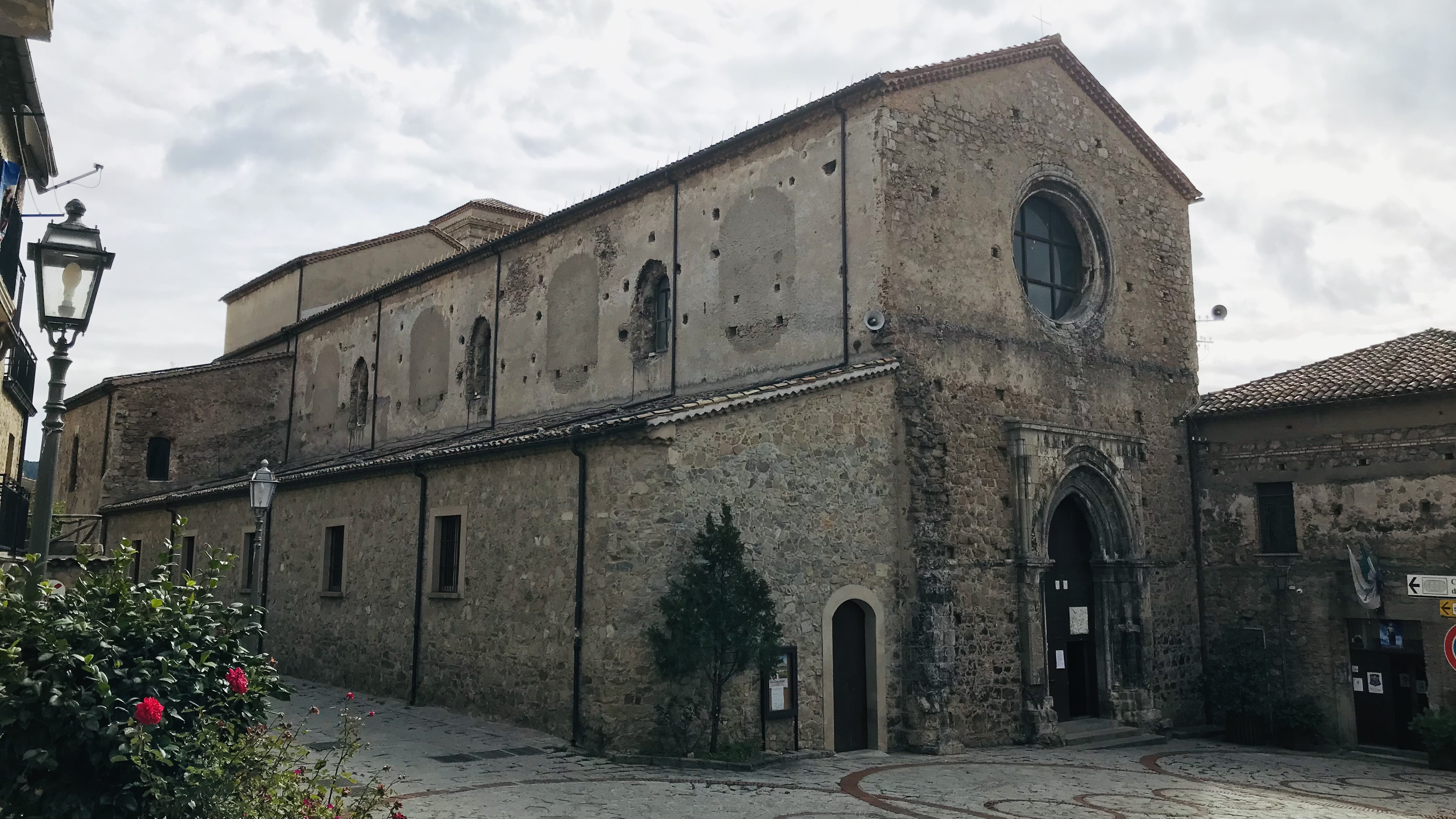
Abbazia Florense

I centri storici che ricadono interamente nel perimetro del parco nazionale della Sila sono tre: Longobucco, Magisano, e Zagarise. Fra i centri storici più rilevanti di carattere storico ed artistico è da menzionare certamente Taverna, con il museo del Mattia Preti e le chiese di San Domenico (XVII sec.) e Santa Barbara.
Altro centro storico di rilievo e ricco di arte e di storia è quello di Rossano, che ospita l'antica chiesa di San Marco di origine bizantina, la cattedrale di Maria Santissima Achiropita e numerosi palazzi nobiliari, mentre fuori l'antico centro storico nella Sila Greca trova sede l'abbazia di Santa Maria del Patire del XII secolo. 
San Giovanni in Fiore è il centro principale della Sila, ricco di chiese come la chiesa di Santa Maria delle Grazie (XVI sec.), la chiesa di Santa Maria della Sanità (XVII sec), il convento dei Padri Cappuccini (XVII sec.) e soprattutto l'antica abbazia Florense del XII secolo. nel centro storico trovano collocazione il museo demologico dell'economia, del lavoro e della storia sociale silana e l'archivio fotografico Saverio Marra, oltre a palazzi signorili storici.
Spezzano della Sila presenta numerose chiese tra le quali San Pietro, San Biagio (XV sec.), e il convento Francescano. Mesoraca ha un centro storico molto antico al cui interno conserva numerose chiese di interesse due delle quali dichiarate dagli anni trenta monumenti nazionali, ossia: la chiesa del Ritiro del XVIII secolo e il santuario del S.S. Ecce Homo di origine basiliana, nei pressi del parco i resti dell'abbazia di Sant'Angelo de Frigillo monastero medievale cistercense. Da citare anche il centro storico e il santuario della Santa Spina di Petilia Policastro del XVI secolo.

## La zonizzazione, divieti e strutture ricettive
L'attuale zonizzazione (o zonazione) del parco nazionale della Sila è quella semplice che distingue due differenti aree, una che sia "riserva integrale" e l'altra che sia un'"area di promozione economica e sociale". La scelta fatta nel momento della fondazione del parco si distingue quindi, dalla classica zonazione a 4 aree A - B - C - D (Riserva integrale, Riserva Generale Orientata, Area di protezione e Area di Promozione economica), poiché si ritenne allora di attuare un piano semplice che soddisfi le prime esigenze, uno strumento snello ma temporaneo. Tale zonazione, infatti, dopo circa 10 anni verrà sostituito dal "piano del parco" che sarà uno strumento molto più complesso e che comprenderà la classica zonazione a 4 aree.

### Zonizzazione interna
L'attuale zonazione divide le aree del parco in:
- zona 1, che comprende le aree di rilevante interesse naturalistico e paesaggistico con inesistente o limitato grado di antropizzazione;
- zona 2, che invece si differenzia per il marcato grado di antropizzazione e la presenza delle attività agro-silvo-pastorali.

Attraverso la "carta delle zone del parco", possiamo ben vedere come si distinguano le due zone, con la zona 2 comprendente un'area molto più estesa della zona 1. Per quanto riguarda la zona 1, possiamo dire che su quest'ultima area ricadono esclusivamente:
- le aree del vecchio parco nazionale della Calabria che comprendeva le foreste demaniali dello Stato più altre aree pubbliche;
- tutti i SIC ricadenti nel parco;
- tutte le "riserve naturali dello Stato"[112].

Sono dunque le aree naturalistiche più pregiati che nella Sila Grande si trovano in prossimità del lago Cecita, nella zona dei villaggi Serrisi e Germano e presso il monte Pettinascura; nella Sila Piccola invece, comprende le aree dei monti Gariglione, Femminamorta e Scorciavuoi, e i villaggi turistici e rurali compresi nella vallata di Ciricillà.

### Divieti generali

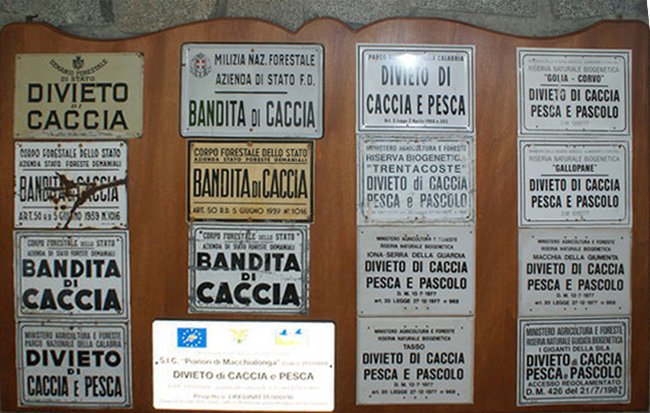
Raccolta di "Tabelle di Divieto" esposte presso il Centro Visite del Cupone

Nel parco nazionale della Sila come in altre aree protette italiane, sono in vigore misure atte alla salvaguardia del territorio e agli abitanti del parco quali gli animali. Sono state formalmente indicati alcuni divieti, tra i quali:
- la cattura, l'uccisione, il danneggiamento ed il disturbo delle specie animali, tranne per scopo di ricerca e di studio su autorizzazione dell'Ente Parco;
- la raccolta e il danneggiamento della flora spontanea selvatica, salvo che nei territori in cui sono consentite le attività agro – silvo – pastorali e nel rispetto della normativa degli usi civici locali. Di questo ambito fa parte anche la raccolta di funghi, che è disciplinata da una normativa regionale. Per la raccolta dei funghi viene rilasciato tesserino da parte del comune di residenza;
- l'introduzione in ambiente naturale non recintato di specie vegetali o specie animali estranee alla flora silana ora e alla fauna autoctona;
- il prelievo di materiali di rilevante interesse geologico e paleontologico, tranne che scopi di ricerca e di studio e con l'autorizzazione dell'Ente Parco;
- l'apertura e l'esercizio di cave, di miniere, di discariche e l'asportazione di minerali, tranne se regolarmente autorizzate;
- l'introduzione di armi di cattura e di distruzione non autorizzate;
- il campeggio, al di fuori delle aree appositamente attrezzate, ad eccezione del campeggio temporaneo autorizzato dall'Ente Parco;
- il sorvolo non autorizzato;
- il transito di mezzi motorizzati fuori dalle strade statali, provinciali, comunali, vicinali gravate da servitù, fatta eccezione per i mezzi di servizio e per i mezzi accessori all'esercizio delle attività agro-silvo-pastorali.

### Strutture ricreative
Nel territorio del parco, presso i villaggi turistici e negli unici tre centri urbani ricadenti nel parco, sono presenti centri di visita tematici, musei naturalistici e giardini botanici a scopo didattico. In tutti questi centri è possibile reperire materiale divulgativo oltre che visitare i luoghi.
I centri visita

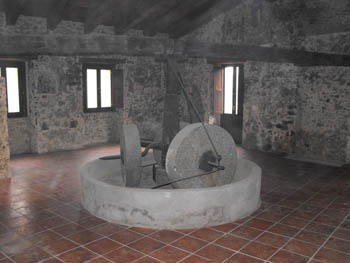
Il museo dell'olio e della civiltà contadina di Zagarise

- Centro visite Cupone, nella Sila Grande presso il lago Cecita nel comune di Spezzano della Sila[115].
- Centro visite Monaco, nella Sila Piccola presso il Villaggio Mancuso nel comune di Taverna[116].

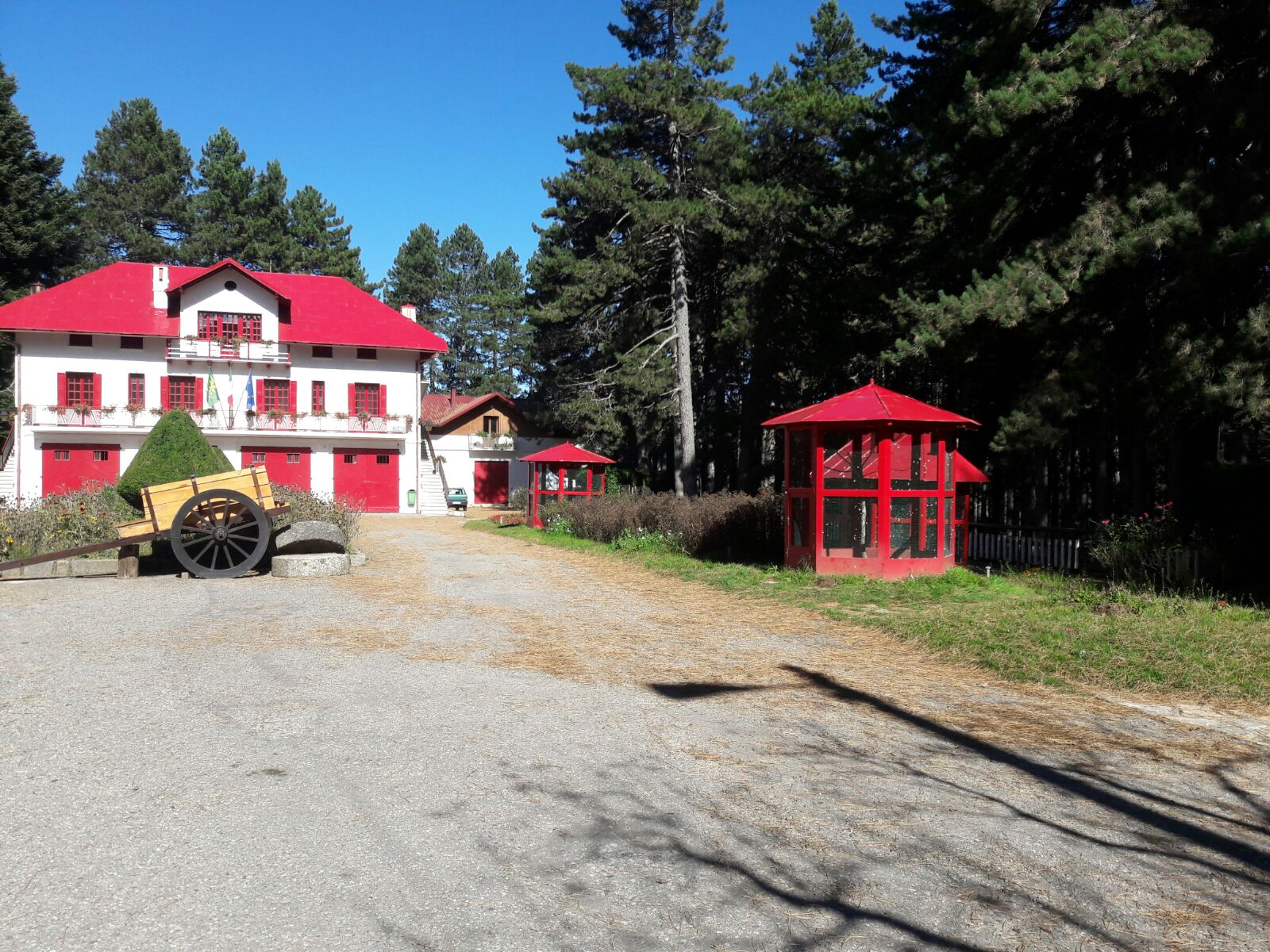
Parco nazionale della Sila, centro visitatori di Monaco

- Centro visite Buturo-Casa Giulia, nella Sila Piccola presso il lago Cecita nel comune di Albi[117].
- Centro visite Trepidò, presso il villaggio di Trepidò sul lago Ampollino nel comune di Cotronei (centro visite in allestimento).

Musei
- Museo naturalistico di Cupone, nella Sila Grande presso il lago Cecita nel comune di Spezzano della Sila[115].
- Museo naturalistico di Monaco, nella Sila Piccola presso il Villaggio Mancuso nel comune di Taverna[118][119].
- Museo civico di Mesoraca.
- Museo dell'olio e della civiltà contadina di Zagarise, nella Sila Piccola a Zagarise[120].
- Museo del brigantaggio e della civiltà agro-silvo-pastorale di Albi, nella Sila Piccola ad Albi (museo in allestimento).
- Museo dell'artigianato tessile e della tradizione dell'argenteria a Longobucco, nella Sila Greca a Longobucco (museo in allestimento).

Giardini botanici
- Giardino botanico di Cupone, nella Sila Grande presso il lago artificiale Cecita nel comune di Spezzano della Sila[115].
- Giardino botanico di Roncino, nella Sila Piccola presso Taverna.

## Riserve naturali

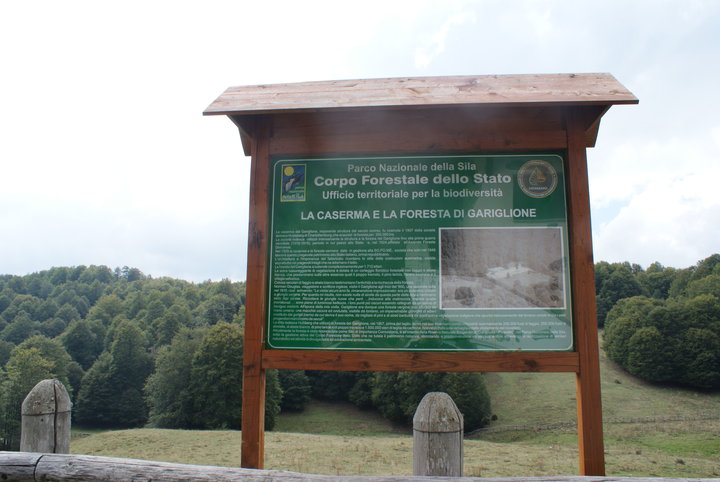
La caserma e la foresta del Gariglione

All'interno del parco nazionale della Sila sono presenti alcune fra le più importanti riserve naturali della regione Calabria, gestite dal Corpo Forestale dello Stato in collaborazione con l'ente parco. Le riserve naturali biogenetiche sono 9:
- Riserva naturale I Giganti della Sila in località Fallistro, la più rinomata fra le riserve naturali presenti, comprende 56 alberi di notevoli dimensioni ed età (dai 2 ai 6 metri di circonferenza, alcuni alberi hanno 2 metri di diametro ed hanno più di 350 anni di età) 50 alberi sono di pino Laricio la razza di pino predominante in Sila, mentre vi sono anche 5 piante di acero montano della stessa età, oltre che faggete e castagni di varie dimensioni che ben rappresentano come doveva essere la Sila prima della sua antropizzazione[121].
- Riserva naturale Golia Corvo, area di diffusione e ambientamento dei cervi. Questa riserva è stata utilizzata per la riproduzione del Cervo atto alla reintroduzione di questa specie nell'areale silano. Il cervo infatti, si era estinto ad inizio secolo scorso, e la sua reintroduzione del parco fa parte del quadro generale di ripristino della catena alimentare degli animali presenti nel parco. Il cervo infatti è una delle prede più ambite del lupo[122].
- Riserva naturale Gallopane, ubicata non distante dalla S.S. “Fossiata” per Bocchigliero e prossimo al "centro visite del Cupone", è una preziosa riserva che custodisce recinti faunistici dove vengono "ospitati" esemplari di capriolo, cervo, daino, lupo e muflone, a scopo di tutela di questi esemplari. Vi si trova inoltre un orto botanico ed un giardino ecologico molto ricco di esemplari floreali[123].
- Riserva naturale Tasso Camigliatello Silano, ubicata nelle vicinanze di Camigliatello Silano, è una riserva finalizzata alla conservazione del patrimonio genetico della foresta silana. Nelle sue vicinanze si trova la stazione meteorologica di Monte Scuro, dell'Aeronautica Militare[124].
- Riserva naturale Poverella Villaggio Mancuso, ubicata vicino al "centro visite Monaco" di Villaggio Mancuso, all'interno del quale è stato realizzato il "museo verde" dove praticare attività didattica di educazione ambientale, la riserva è dotata di sentieri facilmente percorribili ove vengono illustrate tramite tabelle, la presenza floreale e faunistica della Sila Piccola[125].
- Riserva naturale Coturelle Piccione, ubicata in Sila Piccola a 50 km di distanza da Catanzaro, è una riserva che custodisce una ricca comunità faunistica soprattutto avicola, che floreale[126].
- Riserva naturale Gariglione - Pisarello, ubicata in Sila Piccola, è caratterizzata dalla presenza di grandi boschi ad alto fusto di faggio misto ad abeti bianchi. Questi ultimi, secondo vari studi scientifici, sono risultati particolarmente tolleranti alle piogge acide tant'è che le molte di queste piante vengono inviate nei paesi del centro-nord dell'Europa che ne fanno grande richiesta, poiché pianta riparatrice del terreno soggetto a tali piogge[127]. Nella riserva si trova un abete dalla dimensioni colossali, ritenuto il più grande abete d'Italia. Quando il Parco venne istituito, l'albero venne dato alle fiamme da ignoti, tributo pagato in "natura" per l'istituzione dell'area protetta. Venne soprannominato "Prometeo" e misurava 35 metri di altezza ed un tronco con circonferenza di 10,2 metri. Ritenuto di inestimabile valore, l'abete fu clonato per sviluppare nuove piante e conservare integralmente in questo modo, il suo codice e le caratteristiche genetiche[128];
- Riserva naturale Macchia della Giumenta - San Salvatore, ubicata tra la Sila Grande e quella Greca è una riserva dove vegetano numerose ed importanti soggetti vegetali e dove nidificano numerosi uccelli[129].
- Riserva naturale Trenta Coste, ubicata in Sila Greca è una riserva che conserva ben 245 ha di fustaia pura di pino laricio, oltre che boschi misti di castagni, abeti bianchi, cerri e faggi[130].

## Attività possibili

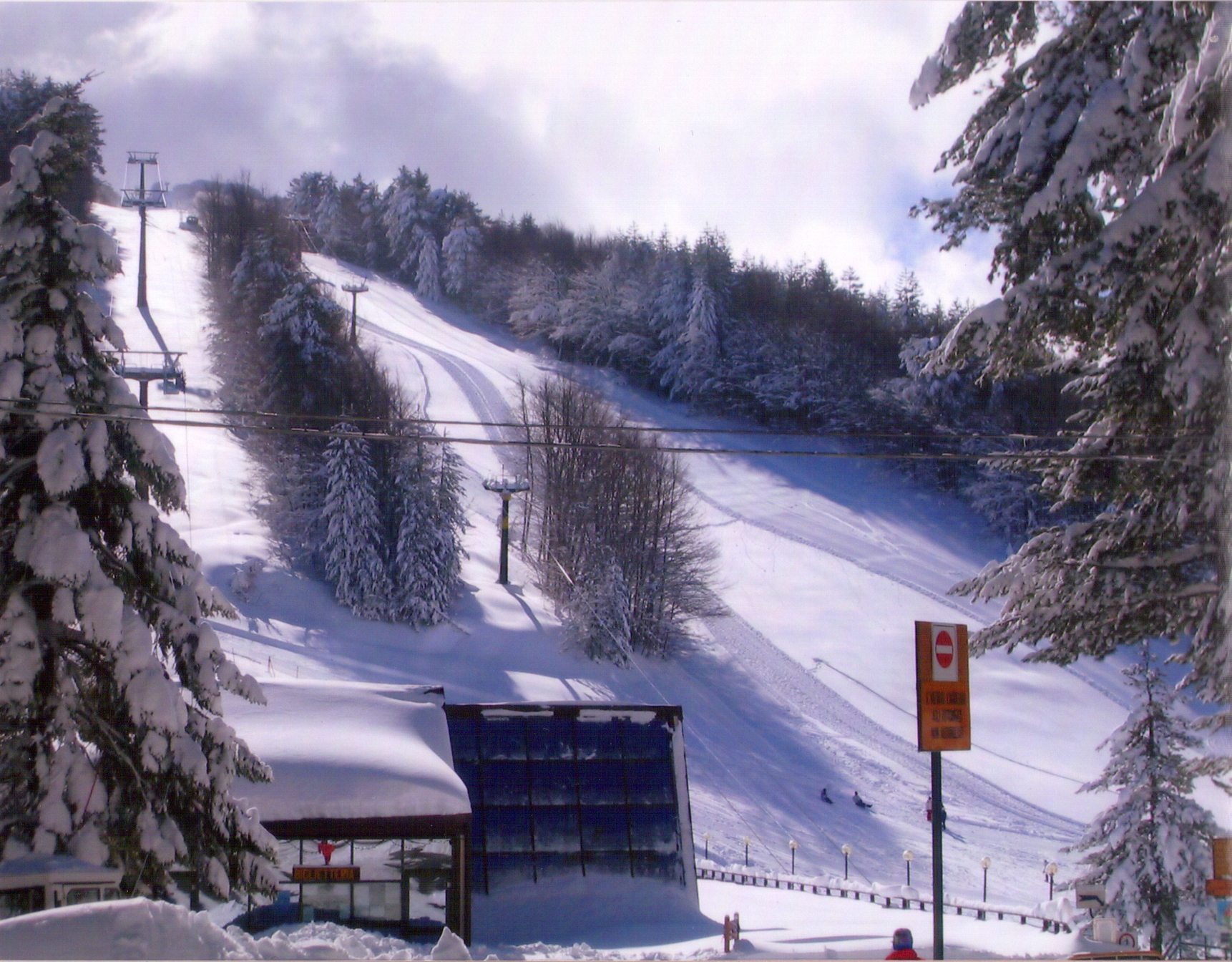
Impianti di risalita presso Camigliatello Silano

Il parco della Sila è sede di numerosi campeggi attrezzati,
- Escursioni in mountain bike, grazie ad una serie di percorsi ciclo-turistici
- Escursioni a piedi sui numerosi percorsi tracciati dal CAI
- Escursioni a cavallo presso i numerosi maneggi che si trovano all'interno del parco
- Sci di fondo e discesa, presso i centri turistici di Carlomagno (per lo sci da fondo), di Lorica (sci da fondo e da discesa) e di Camigliatello Silano (sci da discesa)
- Orienteering
- Vela e canoa sui laghi artificiali Arvo e Ampollino
- Torrentismo e canyoning
- Tiro con l'arco
- Bio e bird-watching presso il lago artificiale Ariamacina
- Fattorie Aperte
- Trenino del parco